# 半熟英雄
『半熟英雄』（はんじゅくヒーロー）は、第1作が1988年にスクウェア（現スクウェア・エニックス）から発売された、リアルタイムシミュレーションロールプレイングゲーム（公式ではないが、リアルタイムストラテジーにも該当する）の作品であり、またシリーズの総称である。

## 概要
1988年、もともとPC向けに作られていた ものをファミリーコンピュータ用ソフトとして第1作が発売。家庭用ゲーム機としては初となる「リアルタイムシミュレーションRPG」とされている。本作発売以前のシミュレーションゲームはコマとなる1キャラクターの能力を示すステータスの表記が多く、それによりシステムが複雑なものとしていたが、本シリーズではそういったものを極力排除し、視覚的にわかりやすく、感覚的に遊べるゲームに仕上げられた。攻略した城の収入を元手に領土を拡大するシステムではあるが、内政に注意を払う必要は少なく、最新作の『4』では完全に廃止。基本的なシステムは最新作でもほとんど変化していないが、より戦闘に特化した内容となっている。
物語はゲームとしては非常に異色なもので、登場人物は舞台の上で芝居を演じるという形をとっている。全編がコメディタッチで描かれ、ギャグやパロディが随所にちりばめられている。
- 第1作では収入と支出のバランスがシビアな上、戦闘の難易度も高く、コミカルな外見によらず戦略性が要求された。また、特定のラストボスが存在せず、複数の敵勢力が登場し、大陸の統一がクリア条件という、シミュレーションゲーム色の強い内容だった。攻略するマップは選択制で、ストーリーはどれも同じ。
- 第2作目からは難易度が下がり、ギャグ、パロディを前面に押し出すようになる。ラストボスが設定されたのも第2作からで、ゲームのベースとなるストーリーが設けられた。
- 第2作発売より10年の時を置いて発売された第3作目の『半熟英雄 対 3D』では、開発陣内で「半熟ならどんなネタを盛り込んでも成立する」という空気が漂っていたため、ギャグ、パロディ、世情風刺が非常に濃厚な作品となっている。話題となったスクウェア・エニックス合併劇最中の開発であることを、セルフギャグとして用いた演出も随所に仕込まれている。
- 第4作目『半熟英雄4 〜7人の半熟英雄〜』では、合併後の同社の代表作品『ドラゴンクエストシリーズ』の「ロトの勇者」の格好をするキャラクターまで登場した。

## シリーズ作品

### 半熟英雄
- ファミリーコンピュータ 1988年12月2日発売
- Wii バーチャルコンソール 2007年10月30日配信開始
- ニンテンドー3DS バーチャルコンソール 2013年10月30日配信開始
- Wii U バーチャルコンソール 2014年4月9日配信開始

半熟英雄シリーズ1作目となる作品。VC版はエミュレーションで、内容はFC版と全く同じ。ダウンロード配信。
ストーリー
先代のアルマムーン王ダークフリードは不思議な「卵」の力と騎士団を駆使し、大陸を統一した英雄だった。しかし、統一の翌日に急死すると、アルマムーンに服した国々はたちまち反旗を翻した。
征服した領土をあっという間に失い、後継者である若き王子（主人公）に残されたのは本拠のアルマムーン城とわずかな忠臣だけ。
英雄として半熟な王子は、不思議な「卵」の使い方もまだ知らない。しかし父譲りの才能と忠臣の力を頼りに、再び大陸制覇に乗り出していった。
全3話だが、マップや登場する敵国数（最大11）が違うだけで、基本的な展開は同じ。ただし、もっとも難しい第3話をクリアするとスタッフロール付きのエンディングになる。

#### 元祖 半熟英雄
- iモード 2008年11月10日配信開始[2]
- EZweb 2009年2月19日配信開始
- Yahoo!ケータイ 2009年4月30日配信開始

第1作のリメイク作品。グラフィックがSFC版に準じたものとなり、インターフェースやゲームバランスが改良されている。

### 半熟英雄 ああ、世界よ半熟なれ…!!
- スーパーファミコン 1992年12月19日発売
- ワンダースワンカラー 2002年2月14日発売

半熟英雄シリーズ2作目。WSC版は「スクウェア マスターピース」シリーズの1つとして登場。一般公募で採用された12体のエッグモンスターが追加されているが、オリジナル版に存在したパロディの多くが差し替えられ、一部のきりふだ、エッグモンスターの名前が変更されている。
2017年10月19日にAndroid/iOS用にリメイクされ、配信された。課金アイテムやエクストラステージ、図鑑モード及びチャレンジモード の実装を行っている他、漫画家ちょぼらうにょぽみ考案エッグモンスター と一般公募で採用された8体のエッグモンスターを追加。更にセガとのコラボキャラとしてドクター・エッグマン、カーバンクル、レンタヒーローがエッグモンスターとして登場する。
ストーリー
前作で大陸の再統一を果たし、イリス姫と結婚した王子。
しかし、剣の稽古こそ欠かさなかった王子だが、私生活は全くだらけきっていた。幼児退行して自分の名前さえ書けなくなり、寝る時は大臣に絵本を読んでもらうという有様。イリス姫は愛想を尽かして出奔し、政治の実権を握った大臣は財政赤字に苦慮していた。
そんなある日、「完熟なる者」達がアルマムーン王国に戦いを挑んで来た。アルマムーン王国の卵が上か、完熟なる黒き卵が上か。まずは完熟軍の先兵、完熟クイーンに寝返った城を取り戻し、さらに完熟軍のボスを目指して戦うことになる。しかし、物語は意外な展開を見せるのだった。
全12話。面クリア制で、最初の1話をクリアすると2話、3話…と進めて行く。また、最終話に登場する中ボスとの戦いの結果によって、ラスボスの形態が2種類に分岐する。
登場するエッグモンスターは公募作品の採用も含め、雑誌掲載とゲーム本編で名称の変更が多くされている。

### 半熟英雄対3D
- PlayStation 2 2003年6月26日発売 限定版あり

半熟英雄シリーズ3作目。前作までと設定が変わり、主人公の王子は11歳の少年になっている。
ストーリー
先代は恋敵のオディオを倒し、大陸に覇を唱えた英雄だった。しかし両親を早くに亡くした王子は頼りなく、これまた政治そっちのけで遊び惚けていた。
ある日、女の声に助けを求められ、うたた寝をしていた王子が返事をすると、城ごと彼女の力によって異次元世界に飛ばされてしまった。アルマムーン王国は二次元世界であり、住民も二次元人である。
王子達が飛ばされた先は三次元の世界。そこではカトリ王国が3D軍団に滅ぼされ、囚われの身となっていた王国の姫が助けを求め、それをたまたま聞いたのが王子だった。救出したカトリイネはとんでもないブスで、王子に一方的な愛情を注ぎ、アルマムーンの新たな悩みの種となる。だが彼女の力で連れてこられ、自力で帰ることのできない成り行き上、王子たちにカトリイネを拒むすべはなかった。
全13話。前作同様、面クリア制。ただし第1話は先代の話で、本編は第2話から。
なお、タイトルの「3D」は3作目としての「3」という意味も持ち合わせている。
作品の根底にあるテーマ（ネタ）は、ステージやボスに見られるコンピューターグラフィックスの進化と、昨今の3Dグラフィック重視の風潮への自虐と皮肉が、特に挿入曲『絶叫すべき咆哮』に込められている。このため、アルマムーン軍が終始ドット絵のキャラクターであるのに対し、ステージを進めるほど敵軍は最先端のグラフィック技術を使用したものへと変わっていく。
また、BGMの大半は初代のアレンジになっており、その中には8bitゲーム機風の音源が使われているものも多い。

### 半熟英雄4 〜7人の半熟英雄〜
- PlayStation 2 2005年5月26日発売 限定版あり

半熟英雄シリーズ4作目。
全8話+メインダンジョン。2-6話は1話で既に攻略したアルマムーンを除き、全部で6つの惑星を選択して進行する形式で、いきなり難易度の高い惑星に進行することも可能。また、途中のイベントに登場する人物もそれに合わせて変化する。
1話1面ではなく、惑星ごとに数面用意されている。全てクリアすると自動的に第7話に進み、以降は一本道。惑星ごとに用意されたダンジョンとメインダンジョンは、一度出現させればいつでも入り直しができる。
ストーリー
3D軍、四次元皇帝との戦いを終えてアルマムーン王国に帰還した王子は、嫌々ながらカトリイネと婚約させられていた。
しかし婚礼の儀の当日、空から巨大な火の玉が落下し、その中には卵を使う謎の機械生命体の姿があった。
どうにか撃退した王子たちだが、エッグワールドの伝説に「この広い宇宙には7人の英雄が存在するという。英雄の持つ7つのたまご呼び合うとき…すべての世に災厄訪れん…」という記述があることを知る。どうやら何者かが7人の英雄とその卵を狙っているらしい。
こうして王子たちはまだ見ぬ英雄に出会うため、アルマムーン王国の存在する惑星アルマムーンから宇宙へ飛び出すことになるのだった。

### 外伝
本編と違いジャンルはRPGである。

#### エッグモンスターHERO
- ニンテンドーDS 2005年3月24日発売

スクウェア・エニックスのニンテンドーDS参入第1弾ソフトで、同ハード初のRPG。
ストーリー
アルマムーン王国では平和が続いていた。先代のアルマムーン王は「伝説のたまご」の力で大陸を統一した英雄だった。
しかし、幼くして跡を継いだ若は平和にかまけて惰眠を貪る生活を送っていた。見かねた大臣は、若の精神を鍛え直すべく修行の旅に出させることになった。
修行の地として無理矢理連れて来られたのは大自然の残る「ハードボイル島」。その地で出会った少女カトリイヌによれば「完熟軍」を名乗る軍団が島に眠る「伝説のたまご」の封印を解こうとしているのだという。
そして若がたまごを持っているのを見たカトリイヌは、若を無理矢理完熟軍討伐に駆り出すのだった。
外伝だが内容は番外編に近く、本編とは人物関係などがやや異なる。主人公は3作目以降のデザインだが、ストーリーは2作目『半熟英雄 ああ、世界よ半熟なれ…!!』をベースにアレンジしたもので、カトリ王国の設定も異なる。また、システムも本編と異なり純粋なRPGになっている。

#### 半熟英雄モバイル
- iモード 2005年6月6日-2007年3月31日配信
- EZweb 2006年4月13日-2007年3月1日

2007年に配信サービス終了。

## ゲームシステム
作品によって多少システムが異なるものの、基本的には以下のようなものである。

### 基本システム
1つの章につき、フィールドマップが一面ずつ用意されている。マップ上に複数の城があり、アルマムーン城を拠点として将軍を派遣して全ての城を占領し、その後に新たに現れる敵拠点に陣取るボスを倒せばその章のクリアとなる。

#### イベント
各章の初めと終わりに発生するストーリーに関わるイベントと、月イチコマンド（後述）などで発生することのあるランダムイベントに大別される。

#### フィールド画面と月イチコマンド
大きく分けて「戦闘パート」と「内政パート」がある。戦闘パートでは、フィールド画面を表示している間はゲーム上でも時間が経過する。
ゲーム上で1か月経過すると、内政パートになり月イチコマンド（『4』では「月刊半熟英雄」）と呼ばれる画面に切り替わる。イベントが発生することもある。全てのイベントの終了後に編成画面に切り替わり、この画面で将軍の登用、兵士の募集、城の築城などによる軍の増強ができる（第1作では将軍募集がイベントのみ）。「切り札」も作品により買えるものと買えないものがあり、第3作では敵を倒した時に入手するテトリス状のブロックを組み合わせて開発、量産する。編成画面を終了すると再び戦闘パートに戻る。ただし内政パートは基本的に戦闘の補助が多いため、各種コマンドも戦闘に特化している（4作目では築城ができなくなり、内政の要素はさらに減った）。
戦闘パートで動くことが出来るフィールド上には、城以外にも温泉や洞窟などの施設があり、それらに将軍を派遣することでランダムイベントが発生する。洞窟のみ、将軍を派遣した翌月の月イチコマンドの際にイベントが発生する。イベント詳細を参照。また、モモリスや屋台のゲンさんといった、ランダムに登場するNPC（ノンプレイヤーキャラクター）も存在し、それらと将軍が遭遇することでもイベントが発生する。第3作までは、フィールドのほとんどの場所に任意で移動ができたが、第4作では特定の場所指定のみとなっている。
敵勢力は、全作品を通じてチートが掛かった状態になっており、財政赤字は決して発生せず、兵士も無尽蔵に持っている。味方は将軍募集ができないフィールド画面においても、時間経過で勝手に将軍が補充される（第4作は例外、一部のケースを除く）。このため、敵の将軍をすべて討ち取っても、城が残っていれば時間経過によって将軍が補充されてしまう。ただし、第2作以降のボスキャラクターはこの限りではなく、倒した時点で勝利となる。また、第2・4作で敵が使う卵は、使用回数（またはHP）の回復はされず、壊してしまえば修理もされない。

#### ゲームオーバー
アルマムーン国王を含む主要キャラクターが倒されるか、本拠地（第2作までは自軍の城全て）が敵に占拠されるとゲームオーバーとなる。第1作目では葬式、第2-3作目では三途の川か天国のどちらか、第4作目からは天国。

#### 月イチコマンドの内容
兵士補充
兵士を雇用する。上限は、出撃中の将軍に付き従っている兵士を除くと、第2・3作では999人まで、第4作では9999人まで。1人金1（通貨単位は第1-2作・第3作の第1話では「ゴールド」、第3作の第2話以降・第4作では「ポッキリ」）。
将軍募集
「将軍援護会」に将軍募集を斡旋する。コマンドとして実行できるのは第2作から。主人公などを含めた上限は、第2作では32人まで、第3作では20人まで。候補は3択で、募集費用は第2作では50ゴールド、第3作以降では男女別の募集となり第3作では男性50/女性60ポッキリ、第4作では男性180/女性200ポッキリ。いずれも月イチイベントで募集が行われた場合は無料。
商人
切り札を買う。第1作では一度に1種類につき1つしか購入できない。第3作で廃止。
将軍解雇
将軍をクビにする。クビにするとその月の給料が戻ってくる。第1作では主人公の英雄度、第3作では人気が下がる。赤字になったら必ず実行しなければならない。
築城
城レベルを1上げる（1人も将軍がいない城は不可能）。レベルを上げる特典としては、1度の籠城戦で迎撃できる人数が増える（後述）。他にも、第1作では籠城側が有利になり、第2作では籠城時に使える「おくのて」の威力が上がり（自分にダメージが返ってくる場合も被害が減る）ほかに防御力も上がり、第3作では籠城時に「おくのて」でより有利な選択を引きやすくなるうえに防御力上昇と城自体の攻撃が追加され（白兵戦のみ）、収入が増える。第4作で廃止。
メインメニュー
通常と同じように現在の状態を確認できる。地図、兵士数、将軍データ、卵の状況、切り札の種類や数など。ただし第2作では通常と異なりセーブコマンドのみ使用不能。
たまご回復
第2-3作、及び第1作の携帯アプリ版に登場。ランプキン（第1作携帯アプリ版はモンスター）に金を払い、卵の使用回数を回復してもらう。費用は1人につき50ゴールド（第2作）/50ポッキリ（第3作）。なお第1作では勝利したモンスターの城を訪れる事で無料回復が可能。携帯アプリ版ではそれに加えて、有料で城に呼ぶことができるようになった。誰が呼ばれるかはランダムだが、呼び直しは無料で何度でも可能。
たまご復活
第3作以降に登場。あたし（カトリイネ）に金を払い、壊れた卵を修理してもらう。なお第2作ではフィールド上の「あたしの家」に行く事で、その将軍の卵を修理できる。
貢ぐならどっち？
第4作に登場。カトリイネ、またはカトリイヌに金品を貢ぐ。ある程度貢ぐと、将軍として出撃させられるようになる。出撃可能後も貢ぎ続ける事によってパワーアップしていく。
てっしゅー
第4作に登場。現在攻略中の惑星から撤収する。撤収すると倒された英雄（後述）が全て復活するが、その惑星の攻略を最初からやり直す事になる。

### 戦闘システム
戦闘発生条件
以下のような場合、フィールド画面から戦闘画面に切り替わり、戦闘が発生する。
- 自軍の将軍が敵の城に攻め込んだとき
- 敵軍の将軍がプレイヤーの城に攻め込んだとき
- 自軍の将軍と敵軍の将軍が遭遇したとき

また、月イチコマンドで発生するランダムイベントなどにおいて戦闘が発生することもある。
戦闘
基本的には将軍・兵士同士の白兵戦となり、ボタンをタイミングよく連打すると有利に戦える（第3作にて「連打リングバトル」と命名）。籠城戦では築城による城レベルに応じて防御力ボーナスがつくが、特に第1作では城レベル以外に加えて城の数も加味され、ボーナスも白兵戦の攻防両方に付く。第3作では城レベル2以上だと城自体が敵兵に支援攻撃をしてくれる（コマンドバトルでは支援無し）。
1-3作目では、籠城側の迎撃できる将軍数はレベルと同数。最大のレベル5ならば5人まで迎撃できるが、レベル1ならばたとえ他に将軍が残っていても、最初の1人が倒された時点で即落城となる（作品によっては敵軍には当てはまらない）。また、迎撃する将軍の指定はできず、戦闘力の低い順（ただし、主人公は必ず最後）に迎撃する。
その他、自軍は任意にコマンドを呼び出して特殊な行動を選択できる。コマンドが出ている間は白兵戦の時間が停止している。
きりふだ
「切り札」という戦闘用アイテムを使用する。基本的に使い捨て。第2作目までは籠城戦だと使用不能。
たまご
「エッグモンスター召喚」（後述）を行う。たまごを持つ将軍のみ選択可能。
おくのて
第2作以降の籠城戦で、たまごを持っていない場合に使用可能。何度でも使用できるが、どんな攻撃ができるかは候補がランダムで決定され、中には自滅技もあるが、キャンセル不可能なのでどれかを選ぶ必要がある。第2-3作では築城で城レベルを高めると有効な奥の手が出やすくなるほか、第3作では将軍のタイプによっても候補がそれぞれ異なる。
第4作では一度の戦闘で1回しか使えなくなり、どの技を使うのかがルーレットで決定されるため完全に運頼みとなった。
たいきゃく
戦闘から逃げ出す。籠城戦だと使用不能。HPと兵士数が激減する（第1作目では退却に失敗して、その場で倒されてしまう可能性もある）。
エッグモンスターが出現している時は、連打リングバトルではなく「コマンドバトル」となり、両軍が1回ずつコマンドを選択して戦う完全なターン制バトルになっている。
こうげき
片方の軍にエッグモンスターが出現している場合のみ選択できる将軍のコマンド。将軍と兵士が各自普通の攻撃を行う。
もうこうげき（第2作まで）/ とつげき（第3作以降）
同様の条件における将軍のコマンド。将軍と兵士が一度に突撃する。ダメージは大きいがミスもしやすい。
エッグモンスターの固有技
モンスターごとに設定されており、効果はさまざまな上、説明などは一切ないためどんな攻撃を行うかは使ってのお楽しみという要素がある。第3作以降ではある条件を満たすと3つ目の技が追加される。
たまごにもどれ
呼び出したエッグモンスターをたまごに戻して、再び将軍と兵士による戦闘に戻る。両軍からエッグモンスターがいなくなれば、再び連打式の白兵戦となる。
なお、白兵戦における上記のコマンドも選択可能。

#### 召喚システム「エッグモンスター」
本シリーズ最大の特徴。将軍の持つ卵からエッグモンスターと呼ばれる怪物を召喚し、兵士たちの代わりに戦闘をさせることができる。このとき、敵将軍がコマンドを選択してエッグモンスターに挑んでくる。左に人物、右にモンスターの構図は、丁度ファイナルファンタジーシリーズの逆になっていて、ここに逆転的な面白さがあった。
プレイヤーサイドがモンスターで敵を攻撃するシステムは好評で、ファイナルファンタジーシリーズの召喚魔法やアビリティ「あやつる」の原形となった。『ファイナルファンタジーV』では、エッグマンが召喚獣として登場する隠し演出があった。
第2・4作では敵側も卵を持っているため、敵軍も同様に召喚してエッグモンスター同士が戦うこともしばしばある。特にボス戦では強力なエッグモンスターが必須である。
卵には数種類あり、その種類によって召喚できるモンスターは異なる。エッグモンスターの中には、他の自社作品のキャラのパロディであったり、そのままエッグモンスターとしてゲスト出演しているものもいる。
英雄度（ヒーローど）
第1作のみ登場。敵城攻略や将軍登用で増え、将軍解雇で下がる。これが高いと、ランダムイベントで「スーパーウルトラミラルクルマン（「元祖 半熟英雄」では「スーパーウルトラミラクルマン」）」が現れるようになる。
半熟値
第2作より登場。戦闘経験値で、基本的には戦闘に勝つと上がり、退却すると下がる。イベントで上下することもある。半熟値が一定以上になると「半熟レベル」が上昇し（下がることはない）、召喚するモンスターが変化する（第4作では召喚候補が増える）。おおむね半熟レベルが高いほど強いモンスターを召喚できる。ただし第2作では、半熟レベルが最高になると直接攻撃のできないランプキンしか召喚できなくなる現象が発生する。
タコメーター
第4作に登場。コマンドバトルのみ影響。実際のタコメーターではなくタコが動くメーターであり、攻撃によって互いの感情が「ブチギレ」と「アキレ」のどちらかに動いて行く。敵の感情（画面上の表現）が「ブチギレ」に振り切れると敵側に、敵の感情が「アキレ」に振り切れると味方側に、それぞれ1ターンボーナスが与えられるうえ攻撃力も倍になる。漫然と攻撃して行くと敵をブチギレさせてしまい手痛い反撃を喰らうために、敵をアキレさせる能力を持つエッグモンスターや切り札が重要な役割を持つようになった（敵側が技を使用した時のタコメーターは、味方側の使用時とは逆方向に動く）。たとえば、エッグモンスターのエッグマン（敵にダメージを与えられない）、ゾンビ（自滅技しかない）、ウゴカザル（命令を絶対に拒絶して動こうとしない）などは、第3作までは無為無能の代名詞的存在だったが、今作ではいずれも敵を大きくアキレさせる効果が追加されたため、このようなエッグモンスターでも実戦に役立つようになった。ラストボス戦ではこのメーターが鍵となる。

### イベント詳細
既述したように、イベントはストーリーに関わるイベントと、主に内政パートでの月イチコマンドの際に発生するランダムイベントに大別される。また、月イチコマンドの際に発生するランダムイベントは、特定の月に必ず（もしくは非常に高い確率で）発生する定期イベントと、その他のイベントに大別される。
ここでは、ランダムイベントを中心に代表的なものをいくつか解説する。

#### 定期イベント
第2作より登場。
正月のお祝いとお年玉（1月）
お年玉をもらって収入になる。
バレンタインデー（2月）
第3作以降。カトリイネにチョコレートを押しつけられる。第4作では、カトリイヌ、ルーナエ、メルクリィがチョコをくれることもある。
ホワイトデー（3月）
第3作以降。カトリイネにお返しを強要される。カトリイネ以外にチョコを貰った場合も、それぞれお返しを出費させられる。
花見（4月）
第4作のみ。花見代300ポッキリを支払うと、よっぱらい500人が志願兵としてアルマムーンの兵士に加わる。
ゴールデンウイーク（5月）
畑から金塊が掘り出されて収入になる。
ヒートアイランド（8月）
第3作では「兵士ストライキ」。猛暑で兵士が夏バテするのでなんとかする。バカンスをやると兵士が半分逃亡、ボーナスをやると資金半減。全員解雇を命じると、兵士が0になる（第3作以外では、解雇を命じても、所持金が少なければ兵士が要求を思いとどまることもある）。
クリスマス（12月）
サンタクロースがプレゼントとして切り札をくれる。
貢ぎ物（2月・3月以外毎月）
特定の女性に金品を要求される。拒否はできず、3択で金額を選べるのみ。
- 第1作では不定期に発生。正解を選ぶか所持金が尽きるまで際限なく請求する。
- 第2作でも不定期に発生。第1作ほどしつこくは要求されない。
- 第3作では2月・3月以外毎月発生。相手はカトリイネで、このうち料理代を選択すると勝手に料理を兵士に振る舞うことがあるのだが、食中毒で兵士が半分再起不能になってしまう。貢いだ金額が一定以上になると将軍として使用可能になる（金額に応じて強化される）。

#### その他のイベント
農民の報告
通常収入の他に、その月の収入が2倍となる豊作や収入が2分の1となる凶作がある。さらに2作目以降では収入が4倍となる大豊作や、収入が4分の1となる大凶作が追加された。
スーパーウルトラミラルクルマン登場
第1作のみ。英雄度が高いと現れることがあり、希少価値の高い切り札をくれる。「ミラクルマン」ではない（『元祖 半熟英雄』では「スーパーウルトラミラクルマン」となっている）。
商人登場
第1作では「フクスケ」、第2作では「中華商人」が現れ、格安で切り札を売ってくれる。ただし、フクスケの売り物は福袋で、中身はランダム。中華商人は洞窟でも登場。第4作ではダンジョンのみ中華商人が登場し、兵士を補充してくれる（ただし価格は通常の10倍）。
暗殺
第1作では「こがらしモンスター」、第2作では「隠密戦隊ゴニンジャー」に敵将軍の暗殺を依頼する。成功すると敵将軍が1人死亡する。ただし城内の敵将を倒した場合はすぐ補充されるため依頼の効果は状況次第。第3作で廃止された。
地震
第1作では自国の城1つ、第2・3作では自国全ての城のレベルが1下がる。
作曲家の登場
ゲーム中の楽曲が聴ける、いわゆるサウンドテストモードになる。第2作ではすぎやまこういち、第4作では植松伸夫が登場。
将軍謀反
第2作より登場。将軍が謀反を起こし、兵を率いて主人公に斬りかかってくる。負ければゲームオーバー、勝ってもその将軍を討ち取ったことになる（第2作ではそのかわり大幅な半熟値のボーナスがある）。
しかし、主人公は元々非常に強いので、兵士が一人もいない状況でもない限り、負ける事はまずありえない。
第3作以降では将軍の出奔する夜逃げバージョンもあり、こちらは生命の危険こそ無いが、無条件で将軍を失う。ただしいずれも再雇用できる場合がある。
火星人来襲
第2作より登場。収入と城に大損害を受けるが、強力な切り札「キャトルミュー」が手に入る。
建築法違反
第2作のみ登場。城が「建築法違反」と難癖を付けられ、レベルが1下がる。賄賂を払えば見逃して貰える。
99年7の月
第2作のみ登場。99年7の月までゲームを進めると、ノストラダムスの大予言の第10巻72番にちなんだイベントが発生する。
バクトのケン登場
第3作より登場。丁半バクチで所持金を増やすミニゲームに挑戦できる。

#### 洞窟に将軍を派遣した際に起こるイベント
- 宝を見つける
- 事故や罠などで将軍が死亡
- いっぱつエッグのエッグモンスターと対決
- 敵軍と対決…etc.

## 登場キャラクター

### 複数の作品に登場

#### アルマムーン国
アルマムーン国王（または王位継承者、主人公）（声：佐藤麻子(第4作）、中村悠一(第2作のスマホリメイク)）
主人公であるアルマムーン王は常識に欠け、識字能力は自分の名前が書ける程度でほとんどないに等しい。それゆえバカ殿扱いされ、実際周囲の人間はこの王にしばしば振り回されている。しかし作中では何だかんだで指揮能力は発揮しており、第1作では全土の統一を果たし、以降の作品でも自軍を勝利に導いている。見た目に反して剣術にも長けており、第4作でルーナエに「ボケてはいるが剣の腕は立つ」と言わしめるほど。また、先代は知性、戦術、内政に長けた非の打ち所のない素晴らしい王であったと大臣は言う。
第1作では比較的まともで、英雄と呼ぶには「半熟（≒未熟）」ではあるがバカではなかった。むしろ周囲にギャグが多かったが、作品を重ねるごとに主人公のバカっぷりとともに繰り広げられるギャグもパワーアップしてゆく。自分の名前が書ける程度のレベルまで退化したのは第2作以降であり、第1作で結婚した王妃に逃亡されている。また、第1・2作の主人公は同一人物であるが、第3作から設定が変わっており、別人（次々代?）かパラレルワールドであると思われる（年齢は第3作開始時点で11歳・精神年齢3歳）。ゲーム上の能力も第2作まではバカ扱いされながらも文武両道だったが、第3作以降は戦闘一本槍になっている。
趣味はつまみ食い。スマートフォンアプリ版第2作の図鑑では生肉を食べてしまい、腹を下したことがある。なお、第3・4作の王は第3作で一時的に才能を開花させる場面があり、その間だけ内政能力が上がり、趣味も先代と同じ「ストイック」に変化する。
作品中では「王」ではなく「王子」「若さま」と呼ばれる。第2作目までの主人公については、それが周囲または本人の気安さゆえなのか、正式に即位していない事情があるからなのかは不明。第3作以降の主人公については、第4作の取扱説明書及び公式サイトに「セバスチャンが王位継承者として育てていた」と解説されており、正式な即位前であると思われる。
決まった名前は無くプレイヤーが自由に入力するが、第2作では名前を入力せずに入力を終了しようとすると、自動的に「しゅじんこう」と名付けられる。また、第3作以降の主人公の名はソーリス（Solis、ラテン語で「日曜日」を意味する"Dies solis"に由来）。ただし入力時に表示されるわけではない（設定資料集からの確認。いわゆる裏設定）。
第1作では所有たまごの種類はなかったが、初期段階から強いモンスターを召喚できる。第2・3作では3種のモンスターからどれか1つを選んで召喚する「エラベルエッグ」を所有。
第2・3作での兵士達は全員女性を率いている。3作目は兵士の鎧が固定されているが、男性と女性での鎧の色合いの違いと、温泉での戦闘で性別を見ることが出来る。
第4作では全部で7人いる「英雄（後述）」の一人「半熟英雄」であり、所有たまごはカラフルエッグ。
なお、主人公の統治するアルマムーン王国の名称はアッバース朝カリフのアル・マムーンに由来する。
『半熟英雄4』のアイキャッチで、その声が初めて明らかになる。
第2・3作のゲームオーバーでは条件により、三途の川では主人公の両親が現れる（通常のゲームオーバーだと大臣を模した神様の使い走りに成り下がってしまう）。
アルマムーン国大臣（セバスチャン）
国王のバカな言動を嘆きつつも国王に献身的に仕え、アルマムーンを支える大臣。ほぼ唯一と言える突っ込み役でもある。
主人公と同様、1・2作目と3・4作目のものがそれぞれ同一人物。どちらも若かりし頃は剣の達人で、戦闘時にはおくのて「大臣アタック」としてそれを披露してくれる。なお、名前の「セバスチャン」は歴代の大臣が襲名する名誉ある名前らしい。趣味は1・2作目が乾布摩擦、3・4作目が説教（3作目の第1話では剣の修行）。
第4作では物語の途中で英雄の一人「円熟英雄」であることがわかり、レジェンドエッグを所有するようになる。
第3作からは設定が変わっているが、第4作にて「エッグママからボイルドが誕生する」という第2作の事実を覚えているなど、旧作との繋がりを示唆させる台詞がある（主人公は選択肢で完全に忘れているか、大臣の話を聞いたのか知っている）。
第1作のゲームオーバー時の葬儀場では主人公の遺影の前で兵士達と共に「もう戦わなくて済むよぉーん！イェーイ！！ノってるかーい！？」と、現在の大臣からは考えられない言動を取っている。
第2～4作のゲームオーバー時の天国では大臣そっくりの人物が登場するが、実は天国の神様である（神様によると「一番迷惑をかけた人物の姿に見えてしまう」とのこと）。
彼らは2次元世界の住人であり2次元人であるが、真横がない正面と後ろだけのグラフィックであり（戦闘でも敵軍を向いていない）、頭だけ僅かに横を向く程度。この点は前作と異なるので、正確な2次元なのかは不明（スタッフによると1.5次元人）。ただし、ゲーム中の設定であるためイメージイラストやムービーでは横向きの姿が見られる。

#### カトリ王国
第3作『半熟英雄 対 3D』より登場。
カトリイネ（あたし）（声：笹木綾子）
カトリ王国の第一王女（一応3・4作目のメインヒロイン）。姓がカトリで、名前がイネ（ただし「イネ」だけで呼ばれるのを嫌っている）。登場した当初は記憶喪失で「あたし」と名乗っていた（セバスチャンがそう呼んだ）。主人公を一方的に深く愛し、呼び名もストーリーの進行に応じて「マイ王子様」→「マイ・ダーリン」→「マイ・ラヴァー」→「マイ・ハスバント」とどんどんあつかましくなっている。主人公が才能を開花させると、自分が取り残されると感じてバス停の標識で殴りつけ、無理矢理元の（あるいはそれ以上の）バカ殿に戻してしまうほど独占欲が強い。その後もことあるごとにバス停で暴力を振るい、基本的に彼女の要求をプレイヤーは拒否できない。
とはいえ、戦闘時に壊れたたまごを回復させる能力（第2作の『あたし』と同様の能力）と城を別の場所に転移させる能力を持つため、アルマムーンに欠かせない存在。また、彼女に金を貢ぐことによって姿と能力が変化していき、最終的には最強の将軍になる（ただし使い勝手の面などを含めれば最大レベルが全面的に最強とは限らない）また、能力によっては人間離れしているようなものもある。趣味はエステ（将軍になるとレベルに合わせて変化する）。
カトリイヌ（声：下屋則子(第3作)、豊口めぐみ(第4作)）
カトリ王国第二王女。イネの妹で名前はイヌ。外見は姉とはちっとも似ていない美少女だが、口が悪く金遣いの荒さは姉以上。コギャルな性格。また、王女でありながらメイド服を着ている。しかし3作目では3D軍団の呪いで礼儀正しく、貢ぎイベントも発生しない。セバスチャンを「大臣おじさま」と呼び、3作目の攻略本の用語集・半熟事典では「年配好きの模様」と称された。また、4作目では英雄として覚醒する前に倒れたセバスチャンを「じじい…」と心配していた。
4作目では姉と同様に将軍としても使え、金を貢ぐことによって姿と能力が変化する。こちらの衣装は『ファイナルファンタジー』シリーズや『ドラゴンクエスト』シリーズのキャラクターのパロディになっているものが多い。また、衣装チェンジは『ファイナルファンタジーX-2』のドレスフィアのパロディである『どれ？スフィア』。第4作のメインダンジョンクリア後のイベントによると、本編での暴言の数々は「台本に書いてあるから仕方なく」との事だが、真偽は不明。趣味はコギャルファッション（衣装により変化）。
『エッグモンスターHERO』ではカトリイネや第2作のあたしに代わり、壊れたたまごを直すことができる。ストーリー上でもメインヒロインに当たり、ぶっきらぼうさは変わらないがボスの居住地に同行したり主人公に気遣いを見せるなど、性格も若干異なる。
彼女達は3次元人である為、2次元人と違い全方向を向く事ができ、舞台を歩く足音もそれぞれ設定されている。また、2次元人よりも3次元人の方が頭身が高い（カトリイヌは特定の衣装チェンジで頭身が変わる）。第2作の貢ぎイベントのキャラクター達と共通する点もあるが、こちらはきちんと貢いだ分だけキャラ能力として反映される点で異なる。『エッグモンスターHERO』では次元の設定が無く、他のキャラと同じ2Dで描かれる。

#### エッグモンスター
アルマムーン王国伝来の「卵」によって呼び出される（第2・4作では敵も独自の卵を持つ）。作品によって異動があるが、卵の種類は以下の通りで。第2作では戦闘終了後に卵の種類が変化することがあるため、本来の持ち主ではない者が使用できることもある（死亡後の再登場時や次の話では元に戻る）。第4作では最初からエグモンを召喚できるのは英雄の卵だけで、それ以外は英雄からエグモンを借りて呼び出す「すっぴんエッグ」しか持たない。
卵（特別な名称無し）(1、3)
アルマムーン王国に伝わる卵。1作目では4種のモンスターの城に攻め込んで勝利したモンスター達のお祓いをどの順番で受けたかによって召喚されるエグモンが回復したり変化する。
明確に表示されていないが卵には数種類あり、同じ順番でお祓いを受けても卵の種類ごとに出てくるエグモンは異なる。各将軍ごとに種類は固定。
3作目では王妃のイリスから先代王に託したたまごが声を発し、危機に立ち向かうべく先代に召喚を求め、召喚したたまごから「レッドドラゴン」が現れた。
カラフルエッグ (2-4、HERO)
主に素早さが高いギャグ系のエグモンを召喚できる。癖の強いモンスターが多いため2作目・4作目での使い勝手は低めだが、第4作ではタコメーターによりアキレ要員に活用できる。
第4作では主人公（半熟英雄）専用。
スーパーエッグ (2-3)
低い素早さを除き、正統派で比較的使いやすいエグモンを召喚できる。
ワンダーエッグ (2)
主にファンタジー系、体力系のエグモンを召喚できる。最大レベルになると「地球ちゃん」、果てには「タマゴキャリー」しか出てこなくなり、使い勝手が大幅に悪くなる。
WSC版のみ名義が「ナンダーエッグ」になっていたが、スマートフォンアプリ版では従来通り「ワンダーエッグ」名義になっている。
パワーエッグ (3-4、HERO)
ワンダーエッグとやや似ているが、完全に力系エグモンに特化した卵。
第4作ではマルティス（半熱英雄）専用。
イビルエッグ (2-4、HERO)
Evil（邪悪・不幸）の名にちなみ、主に防御が高かったり状態異常などの癖のある技を使うエグモンが登場する2・3作目は一部イビルな雰囲気に合わない外見のモンスターは別問題であった。
第4作ではペンプティ（半熟ダーク英雄）専用。
ピンクエッグ (3-4、HERO)
主に女性や、かわいらしいエグモンを召喚できる。一部下品だったり、かわいさのベクトルが一般的ではないエグモンも含まれる。
第4作ではルーナエ（半熟ヒロイン）専用。
サイバーエッグ (2-4、HERO)
主にロボットなど、人工的なエグモンを召喚できる。第2作では初期状態だとカミュ専用で、マシンナイト（通常より強化されている）しか呼び出せない上、戦闘中に卵に戻すと、その戦闘で新たに召喚する場合はエッグマンしか出てこない。第3作では全てのエグモンの能力が5の倍数（5・10・15）の単位で揃っている。
第4作ではフライデー（半獣英雄）専用。
ミスティエッグ (4、HERO)
主に自然の神秘を象徴するエグモンを召喚できる。開発時は卵のデザインが異なっていた。
第4作ではメルクリィ（半熟女王）専用。
レジェンドエッグ (4、HERO)
主に旧作からの復活組や、伝説的な強さを持つエグモンを召喚できる。
第4作ではセバスチャン（円熟英雄）専用。
ダンジョンエッグ (4)
ダンジョンで捕獲できるエグモンをすっぴんエッグで召喚できる。召喚するには一度ダンジョンで倒さなくてはならない。
ひみつエッグ (4)
パスワードを入力すると、対応したエグモンがすっぴんエッグで召喚できるようになる。
パスワードは取扱説明書に1つあるほか、発売時の広告などに書かれていた。第4作の攻略本では全てのパスワードが掲載ページのヒント付きで収録されている。
すっぴんエッグ (4)
そのままでは何も召喚できない白いたまご。英雄やダンジョン・ひみつエッグから、サイズによって最大4体のエグモンを借りることができる。
テストエッグ (HERO)
とある場所に隠されており、パスワードを入力することで使用できるエグモンが増える白いたまご。
？（はてな）エッグ (HERO)
通信対戦モード「たまごロワイヤル」終了後、ステージと順位に対応したエグモンを召喚できるようになる。
エラベルエッグ (2-3)
特殊な卵。3種のエグモンから任意に選択できる。第2作では初期状態だと主人公・フリオニール・レオンハルト専用で、稀に他の卵から変化することがある。
第3作では主人公専用。
スロットエッグ (2-3)
特殊な卵。スロットで当たったエグモンが召喚される。
第2作ではほぼランダムだが、傾向としては使用回数が多いと強いエグモンを当てやすい。また、ハデスが登場することがあるのも特徴。
ただし「ハズレ」が出るとエッグマンが召喚され「おおハズレ！！」が出ると、何も召喚されないばかりか敵がエグモンを召喚していた場合はハデスにすり替わる（それ以外の場合は何も起こらない）。
第3作ではセバスチャン専用。候補に選ばれるエグモンがかなり限定され、使いやすくなった。代わりに突出して強力なエグモンが低レベル時にでなくなった。
いっぱつエッグ (2-4)
特殊な卵。名前通り、一回使うだけで壊れる使い捨てタイプの卵。作品によって扱いが大きく変わる。
第2作では半熟レベルと将軍の卵補正に応じたスーパー・ワンダー・カラフル・イビルエッグのモンスターをランダムに召喚する。
レベルによっては1ランク上のモンスターが出ることがある上、ハデスが出る可能性がある高い潜在能力を持つ。
卵を持っていないか卵が壊れている将軍が、卵持ちの敵将軍を倒した時、卵を使わせずに押し切るか「きりふだ」か「おくのて」を使って卵を落とさせた後に倒すと、高確率で入手できる。
最初からこれを持っている将軍もおり、この場合のみ修理可能。
第3作では洞窟で特殊なエグモンを倒すと手に入れられる切り札扱いで、使用すると洞窟で倒したエグモンが召喚される。
第4作でも切り札扱いで、現在召喚可能なエグモンがランダムで召喚される。
まねっこエッグ (2)
特殊な卵。敵の召喚したエグモンをそっくりそのまま召喚する。残り使用回数が多いほど相手のオリジナルより強力になる、カウンター戦術型。敵が召喚していないと、ランプキンが出てくる。
キングエッグ (2)
特殊な卵。キングエッグマンのみ召喚できる。一度使うと壊れる。「たまご変化」をしていない初期状態ではマルガリータ・ハバティーのみが持つ。
ベビーエッグ (2)
特殊な卵。初回はエッグベビーを召喚し、一度使うとスーパーエッグに変化。「たまご変化」をしていない初期状態ではラ ターシュ専用。他の卵から稀に変化する。
かどまつエッグ (2)
特殊な卵。初回はあけまつのみ召喚できる。一度使うとカラフルエッグに変化。初期状態ではラクレット専用。他の卵から稀に変化する。
おそなえエッグ (2)
特殊な卵。初回はおめでとりのみ召喚できる。一度使うとワンダーエッグに変化。初期状態ではアクアビット専用。他の卵から稀に変化する。
かぼちゃエッグ (2)
特殊な卵。ランプキンのみ召喚できる。使わずに戦闘に勝利するか、一度使うとエラベルエッグ、またはスーパーエッグに変化。初期状態ではバランタイン・ランプータン専用。
くさってる (2-3)
特殊な卵。ゾンビのみ召喚できる。第2作では、他の卵を持っている場合に戦闘から退却すると変化することがある（この状態から他の卵に変化することもある）。第2作では「たまご変化」していない初期状態だとブラウニー専用。
3作目では使用者が増えたが将軍の戦闘能力が低く、その上連続で召喚すると、ゾンビの「エグモンランク」アップが弱体化であり、「少し『強くなった』」ではなく「すこし『弱くなった』」とテキストに載る。

##### イベントに関わる者
エグモンには個性的でバラエティに富んだキャラクターが多数存在する。ここではストーリーやイベントに関わる者、およびシリーズ皆勤の者のみを記す。
エッグマン（声：ささきいさお(第3作・第4作)、杉田智和(第2作のスマホリメイク)）
たまごの使用回数が0の時に出現する、エッグモンスターの基本とも言えるキャラクター。『ファイナルファンタジーV』では、隠し召喚獣として登場する。
正義感だけは誰にも負けないが、戦闘能力は最弱。体にはジャスティスコーティングを施しているが、カラは普通の卵と同じで、中身は生卵の構造となっている。
2作目の説明書によると年齢は3万26歳。星座はカラ座。好物は太陽光線。
第2作では完熟大魔王との戦いに乱入し、エッグキックで大魔王を倒すも瀕死の重傷を負ってしまう。
エッグモンスターにはポーションなどは効かないが、エッグマンナイトの協力により第10話で「新エッグマン」にパワーアップして帰ってくる（ただし強さはほとんど変わらず）。
戦闘では全く役に立たないものの、第4作では低い体力が危なげだが敵を大きくアキレさせる効果で期待できるようになった。
エッグマンナイト（声：IKKAN）
エッグマンの同族で、第2作において重傷を負った彼を助けにエッグワールドから来た。エッグマンが苗字でナイトが名前。エッグワールドにおいての戦いではエッグマンに代わって彼が戦う。HPは2だが、攻撃は普通に可能で敵の動きを止める技も持ち、少なくともエッグマンよりは強い。
4作目ではパワーエッグを司るエッグマンとして登場。なぜか防御に特化しているが、成長すれば「ナイツオブ卵」と言う技が使えるようになり、将軍戦においてはかなり使い勝手が良くなる。
ランプキン（声：IKKAN）
カボチャ頭の祈祷師。挨拶は「ナマステ」。月イチコマンドでは、たまごの使用回数を回復させる「おはらい」を行う。
元々は「たまご割りの儀式」として色黒の「祈祷師」が卵を召喚していたが、第3作以降は設定が変わり、エッグモンスターを呼び出す際の儀式である「たまごダンス」もランプキンが行うようになる。先代が初めて使用する「白いたまご」の召喚時に突然ランプキンが現れ「たまごダンス」を披露して以降、アルマムーンとは切っても切れない関係となり、城の近くの洞窟で暮らしている。妻子持ちで、趣味は温泉巡り。
召喚時の「たまごダンス」についてはバカバカしくも真面目に取り組んでおり、1-2作目の「祈祷師」では剣を振るうのに対し、3作目以降のランプキンの召喚は尻を丸出しで振るようになっており、最後はランプキンがたまごに一喝することにより、そのギャップでたまごが割れて中からエッグモンスターが現れるという仕組みになっている。
第4作ではエッグマンと同様に英雄の持つたまごを司る7人のランプキンが登場するが、エッグモンスターとして戦闘に参加するのは従来のランプキン（カラフルエッグ）のみ。3作目で自らを召還する際はダンスが終わった後に卵の中に入る。
スマートフォンアプリ版第2作では「ハロウィンの後に捨てられたカボチャが意思を持って動き出した」と図鑑で説明されている。また、くり抜かれた頭の内部は宇宙空間が広がっているらしく、他にもお祓いによって異世界のキャラクターを呼びよせた張本人でもある。
モモリス
3作目より登場するリスのようなエッグモンスター。口の中に切り札作成法を記した石版を蓄えており、たまにフィールド上に出現するモモリスを捕獲すると石版を入手でき、切り札開発のヒントが入手できる。
4作目ではダンジョン内に出現。プレイヤーを見かけると高速で逃げ出すが、捕まえると生産できる切り札の種類が増える。モノリスが名前の由来。「もょもょ〜」という鳴き声や石版をだす嘔吐音のような音が独特。
あけまつ（声：斎藤恭央/桜塚やっくん）&おめでとり（声：則末チエ）
正月を司るエッグモンスターのコンビ。1月のランダムイベントで必ず登場し、お年玉をくれる。しかし第3作のみ海老一染之助・染太郎が登場するため、イベントでは置物扱い。あけまつは相手の能力を入れ替えたり、他のエッグモンスターにチェンジすることができ、おめでとりは使い方によっては強力な自爆技をする。
かみ
3-4作目、『エッグモンスターHERO』に登場するエッグモンスター「考えない人」と同じ公募者が考案したエッグモンスター。チェーンソーを持った紙で、自分を「紙」ではなく「神」であること信じてはばからない。元ネタは『魔界塔士Sa・Ga』のラスボス及び弱点で話題となった「チェーンソー」。
第4作ではメインダンジョン内で現れ、当初は元ネタ同様にシルクハットの男の姿でヒントをくれるのだが、ある階層に着くと正体を現して襲いかかってくる。

##### 全作品に登場
マシンナイト（声：斎藤恭央/桜塚やっくん）
太陽の使者版鉄人28号をベースにマジンガーZを混ぜたような外見をしたロボット。1作目では取扱説明書に「エネルギー不足でボディは少しボロい」とポンコツであることが明記されていた（とはいえ、性能は取り立てて弱くはない）が、2作目以降は頼れる存在になった。ライバルは『ライブ・ア・ライブ』のブリキ大王。
サイクロプス
鎖砲丸を振り回す一つ目の巨人。踊りは好きだが3作目以降は風呂が嫌いであり、体臭が強い。足の臭いは川と花畑が見えるほど。
ヒュドラ
下半身がヘビのお水系の女の子。ぎゅーっと敵に抱きついて骨をへし折る。
アマゾン
二刀流で戦う女戦士。2作目以降は敵を凍らせる効果を持つ「ガラハドの剣」を使う。
ゲーラス
吸血性の悪魔。ファイナルファンタジーシリーズの「モルボル」とは臭い息仲間。
デビルウーマン
モーニングスターを持ったセクシーな女悪魔。エッグモンスター「プチデビル」は実の弟で、しばしば子供のけんかに大人がちょっかいを出す。
なめくじ男
痰吐き、粘液など汚い攻撃をする嫌われ者。しかし彼にとってはコミュニケーションの手段らしい。3作目以降はムカデに近い姿をしている。
ケロベロス
複数の頭を持つフランス帰りのプードル。2作目まではケロとベロの双頭だったが3作目で「ス」が加わり、4作目は体型が小柄になった。
メデューサ
彼女に睨まれると石化してしまうヘビ女。厳密に言えば2作目以降のものは公募作品であり、1作目のものとは別物である。
オイジュース（声：IKKAN）
ジャガイモのおじいさん。いつも「ウム！」とうなずいている。2作目以降は姪の「メイジュース」も登場。
キャンドロー
ろうそくのモンスター。悲しい話を聞かせるのが得意。
エルフドラゴン
蝶の羽根を持つドラゴンの妖精。1作目ではエッグモンスター「イモスラ」から変態した。
ユニコーン
気の弱い一角獣。一度泣き出すと涙が洪水のように押し寄せる。先輩モンスターからは煙たがられている。
アレス
剣を使わせれば右に並ぶ者のいない軍神。特技はダイコンのかつらむきとリンゴの皮むき。口元にはヒゲの様なものが見えるが、実際はメイクであった。
ハデス
死者を統べる冥王にして最高峰の能力を持つエッグモンスター。2作目以降は「ハデデス」という名の偽者も登場。
2作目ではスーパーエッグに属するモンスターだが、スーパーエッグからは登場せず、スロット、いっぱつ、エラベルエッグからしか出ない。
2作目のみ「攻撃時の台詞が非常に長い」特徴を持ち、スマートフォンアプリ版では「シリーズ全体を通して、最もギャグが通じない存在」と図鑑で説明されている。

#### 完熟軍（エッグママ関連）
エッグママ（声：佐藤麻子）
完熟軍を統べる「完熟生命体製造システム」。2作目では「完熟の母」として完熟生命体を生み出し、完熟軍を組織。エッグワールドや主人公達の住む世界に侵攻した。
4作目では2作目とは別の個体が登場し、その正体が語られる。元々は地球人が完璧な生命体を作るために造ったのだが、暴走して「不完全な」地球人を滅ぼし、自己増殖と自己進化を繰り返して全宇宙に散らばった。
完熟神ボイルド（声：石川英郎）
エッグママの内部にあるたまごから産まれる完熟の神。
2作目ではエッグママより誕生。産みの親であるエッグママを「機械の残骸」と言い放ち、自らの手で破壊。完熟神として世界を支配すべく完熟大陸カルボナーラを起動させる。通常時は羽の生えた人型の姿であり、主人公達が神殿に突入した時には進化の過程である「サナギボイルド」の姿で現れる。サナギボイルドを破壊されると、その後の形態は「クーモンが一部例外を除いたエッグモンスターを一定数以上食べたか否か」で変化する。通常は頭に翼を持つ「シリアスボイルド」だが、同じモンスターを除く一定以上の数を食べられるとエッグモンスターのパーツを寄せ集めの見た目をし、クーモンに食べられたエッグモンスターの技を使用する「ハイパーボイルド」になる(形態によってエンディングも変化する。)。また、スーモンが特定の技で半熟軍のエッグモンスターのHPを吸っていた場合、それに応じてHPが増加する。
4作目でも同じくエッグママより誕生。四次元の力を手にした「四次元ボイルド」となり、その姿は2作目の通常形態の顔に数字の4が描かれたようなもの。モット・クーモンが食べたエッグモンスターの所属するたまごによって技が追加される。また、4次元怪獣の影響を受けているため、常に語尾に「4」を付ける他、文中の「し」が「4」に置き換わる。
『エッグモンスターHERO』では「ハイパーボイルド」のみ登場。
クーモン（声：IKKAN）
調味料で攻撃し、巨大な口でエッグモンスターを丸飲みにするボス。それだけではなく食べたモンスターが一定以上でよってボイルド戦とエンディングが分岐する。3作目では同種の「ダスモン」、4作目では上位種の「モット・クーモン」が登場。4次元怪獣の設定では「 - だ4」という語尾を持つ。
スーモン（声：佐藤麻子）
クーモンと同時に現れるボス。マントの中のブラックホールで将軍を吸い込んでしまう。スーモンがエッグモンスターのHPを吸っていた場合、そのHPをボイルドに還元する。3作目には同種の「ハクモン」、4作目には上位種の「モット・スーモン」が登場。4次元怪獣の設定では「 - だ4」という語尾を持つ。

#### 将軍・英雄

##### 将軍
将軍（進軍ユニット）は、第1作では全員がギリシア神話・ローマ神話由来であったが、2作目以降ではスパイス、ハーブ、菓子、酒類など食べ物系の名前を持つ将軍や、自社作品キャラの名前を冠した将軍が追加されている。3作目では製作スタッフのあだ名などを冠した将軍が多数登場し、4作目では開発室という場所でのみ仲間になる。また、4作目では旧エニックス作品の人物も、将軍として追加された。
ミント将軍は初登場の2作目ではハーブ由来のオリジナル人物だったが、3作目からは『デュープリズム』のミントに変わっている。趣味はそれぞれ「食べ歩き」と「負けず嫌い」。
ガイドブックによると、スタッフ将軍のパラメータは、スタッフ各人自身に決めさせたとのこと。
また、2作目以降では各将軍に「趣味」というステータスが設定されている。このステータスはゲーム進行には何も影響を与えないが、とかく戦闘時の強弱などパラメータの高低のみで見られがちな進軍ユニットにキャラクター性を持たせ、プレイヤーの感情移入を促している。コアなプレイヤーの一部には「将軍ファン」と呼ばれるような人もいる。
4作目では進軍ユニットの役割が後述の「英雄」に移り、英雄1人につき将軍が2人まで共に行動することになる（率いる兵士や卵などはそれぞれが所有できる）。
『ファイアーエムブレム』シリーズのように、一度死亡した将軍が二度と登場しないということはない（ただし『3』以降は、雇用した将軍が一巡するまでは再登場しにくくなった。また、『4』では切り札「キリフダニナール」で将軍を切り札にしてしまえるが、切り札にされた将軍は、二度と登場しない）。また、将軍のグラフィックは主人公や「英雄」などの例外を除き、全て汎用である。グラフィックでは性別と、下記「タイプ」による区別があるのみ。そのため、比較的安易に将軍を使い捨てることができる仕様になっている。
また、この「再登場する」という仕様は将軍雇用システムに応用されており、敵側の将軍を倒すことで味方として雇える可能性が発生したり、味方の将軍で死んでしまった者が敵側の将軍として立ちはだかることもしばしば発生する。そのため、雇いたい将軍が敵軍にいるときは少なくとも一度倒さなくてはならない。
趣味以外の将軍それぞれの志望動機などのプロフィールは4作目から登場しており、、スマートフォンアプリ版第2作にて将軍それぞれの解説項目が追加されている。

##### 自軍に最初から仕える将軍
一度死亡すると、以降は他の将軍と同じ扱いになり、敵に回ることもある。能力は全体的に高いが、第4作では平凡。その代わりとして専用アイテムがあり、装備すると大幅に能力が上がる。
ゼウス
全作品で始めから仕える男性将軍。神の名を持つこともあり、能力は全体的にトップクラス。シリーズごとに下がっているが、優秀なことに変わりはない。第4作の専用アイテムは竹刀。スマートフォンアプリ版第2作の図鑑によると後輩の面倒見が良く、賃金のほとんどが焼肉のおごりなどに消えるという。趣味は武道全般、シリーズを通してたまごあり。
ヴィーナス
全作品で始めから仕える女性将軍。第1作では「実は空手三段、柔道五段、オリンピックレスリングのグレコローマン優勝者」と説明書に書かれるような戦闘一本槍の能力だったが、その後は戦闘はやや高め、内政も標準的になっている。第4作の専用アイテムは竹刀。趣味はテニスで、スマートフォンアプリ版第2作の図鑑では高校時代にかなりの実力を持っていることが明らかになった。シリーズを通してたまごあり。
ココット
第2作以降、始めから仕える男性将軍。第2作では内政面では優秀だったが、第3作以降は平凡な能力になってしまった。その代わり、第4作の専用アイテム「ココットの靴」は、竹刀より装備効果が高い。趣味は乗馬。シリーズを通してたまごあり。第2、3作目ではHPが低い。攻略本によっては「若手」または「ベテラン」と紹介されている。

##### 将軍パラメータ
HP
耐久力。0になると死んでしまう。ただし、第4作の「英雄」およびカトリ姉妹は一時的に戦線を離脱するだけで死ぬことはない。
戦闘（『半熟英雄 対 3D』以降では「攻撃」）
戦闘での攻撃力。特に白兵戦で重要となる。
スタミナ
第1作および第3作以降に登場。白兵戦で○ボタンを連打するとスタミナを消費することで攻撃と素早さを上げることができる。これを連打リングシステムという。高いほど長時間能力を上昇できる。○ボタン押しっぱなしで消費するオートにもできる。
用語化こそ第3作だが、第1作からシステムとしては存在しており、連打により有利なバトルができる点は同じ。
第4作ではユニット全員のスタミナが中央の英雄のスタミナと同一化されている。
第2作では全将軍のスタミナゲージが同じ値だったため、パラメータとして独立していなかった。
内政
この数値が高いと、内政パートで行える築城の費用が安くなる（1作目ではどの将軍に築城させるか自分で選ぶ）。第3作のみ、城の収入はその城に詰めている将軍で、最も高い内政の数値によって上下する。第4作で廃止された。
防御
第3作のみ登場。戦闘での防御力。しかし第2、4作ではシステム上は存在しているが固定化され、エッグモンスター・ボスキャラには設定がある。
素早さ
第3作より登場。白兵戦での移動速度。エッグモンスター・ボスキャラとのコマンド戦闘では、ターンの回ってくる順番に影響（第2作でもエッグモンスター・ボスキャラには設定がある）。
精神
第3作より登場。切り札や奥の手の威力、成功率に影響。第4作では、一部のエッグモンスターの攻撃の確率にも影響。
人気
第3作のみ登場。兵士からの人気を表し、高いほど白兵戦での兵士の動きが速く、攻撃力も上がる。また、一定数値以下の将軍は謀反を起こす可能性がある。
第2作には人気システムは無いが謀反イベントはあり、また将軍ごとに優先順位が固定（基本的には登場が早い将軍ほど謀反順位が高い）。
陣形
第3作より登場。グンググーン、チョッキーン、パパラパーンの3種類があり、じゃんけんと同じ強弱の関係がある。ただし第4作では英雄のみに設定される。
賃金
毎月必要な賃金。赤字になると将軍を解雇しなければならなくなる。主人公などの主要キャラは0に設定されている。
性別
能力には影響しない。外見や台詞が変化する。第3作からは、月イチコマンドで雇用するための費用は女性の方が少しだけ高いが、第3作には女性しか出撃できないチャプターがある。
趣味
第2作より登場。能力には影響しない。第2作、第3作公式ガイドブックでは各将軍ごとのキャラクター性を補強した紹介文が用意され、好評だったため第4作ではゲーム中に移され、将軍一覧から各人のプロフィールを見ることが可能。
性格
第2作以降登場（明示されているのは第2作のガイドブック内のみ）。性格によって、戦闘時の勝ち台詞や負け台詞が変化する。得意地形による特別台詞もある。
得意地形・季節
季節は第1-2作。得意地形は第2作のみ登場。半数近くの将軍に、戦闘が有利になる地形、季節が設定されている。戦闘時に台詞が変化することでわかる。
卵
エッグモンスターを召喚するための卵の有無（および種類）。第1作では卵ランクが隠しデータになっており、後述の「モンスターの城」を訪れた順番によって召喚できるエッグモンスターが変化する（同じ順番でもランクの高い卵の方が有利）。第4作では「すっぴんエッグ」のみで、後述の「英雄」が持つ卵からエッグモンスターを入れてもらわないと召喚することが出来ない。
卵補正
第2・3作に登場。ゲーム中で直接確認することはできない。その時呼び出せるエッグモンスターの種類はレベルによって決まっているが、将軍によっては+/−いずれかの補正が掛かっていることがある。基本的に+が有利だが、最高レベルの使い勝手が悪い卵の場合などは、−が重宝されることもある。
比較的いっぱつエッグを拾いやすい上に中身が卵補正に影響された第2作ではかなり重要な能力。
卵変化
第2作のみ登場。一部将軍のみ、一定数以上戦闘に勝利すると、卵の種類が変化する。例えばココット将軍の卵がおそなえエッグ（前述の「おめでとり」しか出現しない）になるなど、必ずしも戦力の向上をもたらすとは限らない。
タイプ
将軍にはタイプが決められており、それによって能力傾向・移動速度・使える奥の手などに違いが出る。
- 第1作の場合
  - 一般、エリート
一般タイプは普通の将軍。エリートタイプはパラメータの「戦闘」が高い傾向にある。

- 第2作の場合
  - 一般、エリート、騎馬
一般タイプは普通の将軍。エリートタイプはパラメータの「戦闘」が高い傾向にある。騎馬タイプは移動速度が他のユニットよりも速い。

- 第3 - 4作の場合
  - 特攻、防衛、騎馬
特攻タイプはパラメータの「攻撃」が高い傾向にある。防衛タイプはパラメータの「防御」「精神」が高い傾向にあるが、第3作のみ移動速度が遅い。騎馬タイプは第3作のみ移動速度が他のユニットよりも速くパラメータの「すばやさ」が高い傾向にある。

外見
「性別」「タイプ」「自軍か敵軍か」などで変わる。第3作からは敵軍のみ現在のフィールドマップによっても外見が変化する。

##### 英雄
第4作に登場。前述の「アルマムーン国王」「アルマムーン国大臣」を含めて基本的に全部で7人（残りのメンバーは後述）。その全てがストーリーに関わるメインキャラクターであり、今作にて自軍が移動ユニットを率いることが出来るのはこの「英雄」だけである。戦闘においては「将軍」と似た存在であるが、将軍との違いも存在するので以下を参照。
- HPが0になった（力尽きた）場合でも、進行中のステージから撤収することで戦線に復帰することができる。
- ただし倒されると、他にまだ将軍が残っていてもそのユニットは敗北したことになる。
- 率いることが出来る兵士の数は40人。
- 持っている卵は各人ごとにそれぞれ異なる種類のもの。英雄がエッグモンスターを使うときはそのままでよいが、将軍にエッグモンスターを使わせる時は、将軍が持つ卵（すっぴんエッグ）の中にあらかじめ英雄が持つ卵に入っているエッグモンスターを配る必要がある。

#### その他
兵士
将軍に付き従う一兵卒。主に将軍の盾となると同時に、若干の攻撃力を持つ。第1作では4人、第2作では6人、第3作では20人、第4作では30～40人。最大3組100人まで連れて行くことが出来る。HPは作品ごとにことなるが、作品ごとに上がって行く傾向にある。このため低 - 中能力の将軍同士では兵士の数だけで勝負が決まる。一人1ゴールドまたはポッキリで「補充」される。将軍ですら「その他大勢」のこのゲームにおいてはそれ以下の存在、使い捨てのアイテムと同等でしかない。第2作からはフィールドマップによって外見が変化する。
屋台のゲンさん
第2作より登場。フィールド上に出現する屋台で切り札を売ってくれる屋台引き。多くの場合、月イチコマンドで購入する際の価格より安く購入可能。第4作では赤ちゃんを背負って登場する。第3作のボツ設定では内縁の妻がいることになっており、その子供と思われる。第4作で妻とは別れた。彼の引いている屋台はエッグモンスター「ヤッタイダー」であり、戦闘力は高い。
第4作ではケンという生き別れの弟がおり、ニューヨークでアイスクリームを売っている。ケンの乗るアイスクリームカーはエッグモンスター「ヤッタイダーUSA」である。
キリー・フッダー博士
第3作より登場。切り札開発・生産を一手に引き受けるマッドサイエンティスト。切り札に関わるモモリスやゲンさんに並々ならぬ興味を寄せる。第4作のダンジョンエッグを作ったのも彼。
バクトのケン
第3作より登場。さすらいのギャンブラー。月一イベント・ダンジョン・温泉などあちこちに出現し、丁半と大小のバクチで勝負できる。

### 『半熟英雄』に登場
ダークフリード
先代アルマムーン王。不思議な力を持つ「卵」を使いこなし、数百年間に渡る戦乱を終わらせ、大陸全土を統一した英雄。しかし、その直後のガル・ド・イド新紀歴1年3の月に死去。たちまち群雄達は反旗を翻し、統一は水泡に帰した。
彼の死後、一転してアルマムーン王国が滅亡の危機に瀕した所からゲームが始まる。
イリス姫
エンディングに登場するお姫様。マップクリアにかかった年月（ゲーム内の時間）で台詞が変化し、2年以内にクリアできれば結婚できる。
2作目では幼児退行した夫に愛想を尽かして逃げたらしい。
ウォーター、グリフォン、ガーゴイル、ゴブリン
マップ上に点在する「モンスターの城」のモンスター。敵国の一種だが特殊な存在で、彼らに勝つと手持ちのたまごの使用回数を回復してくれる（2度目以降は訪れるだけでよい）。また、訪れる順番によって召喚できるエッグモンスターの種類が変化する。ある条件を満たすと、臨時の将軍として本拠地の城からのみ出撃することもできる。
『元祖 半熟英雄』では一度勝ったモンスターを城に呼びつけて有料で回復を頼めるようになった。
ブス
イベント「ブスの醜来（原文ママ）」に登場。『2』の「あたし」に相当するが、本作では正体不明で説明書でも「誰なんだお前は。し、知らないぞ」と書かれており、ただ金をゆすりに来るだけである。帰らせる事が出来る選択は1つのみ。それを選ぶか、所持金が尽きるまで金をせびり続ける。

#### 敵国
敵国には君主が設定されていない。従って君主を倒せば勝ちになるとか、展開が有利になるといった仕様はない。敵国はたとえ全ての将軍を討ち取ってもその時点では勝ちにならず、城を全て落として初めてその国を倒したことになる。なお、敵同士でも戦争をしており、最初は1国1城だが時間が経過すると勝った側が領土を拡大してゆく。さらに敵国は支配城数に応じて将軍の戦闘能力にプラス補正が付くため、強国が一層有利になっている。また、外交要素は一切ない。初期段階ではオルメカ国に強い将軍が多く、領土を拡大しやすい。
以下の各国の設定は、ファミコン版の取扱説明書による。
オルメカ国
元々は農業国であり、軍事については不明確な部分が多いとされる。ゲームでは初めから文武共に強い将軍が揃う、アルマムーンを除けば最強の国。
ソロン国
自分たちの力を顧みず、無謀な作戦で攻めてくるとされる。最初からいる将軍は弱め。
ティマイオス国
戦士の士気高く、血気盛んな国とされる。ゲームでは平均的な実力。
トロノア国
最初から強い将軍がおり、侮れない実力を持つ。
ベール国
資源豊かな国だが、軍事力については不明とされる。ゲームでは最弱で収入も少ない。シナリオ3のみ登場。
ペンタグラム国
大陸一の軍備を誇る国とされる。ゲームでは戦闘が低く、内政向けの将軍が多い。
ボロブドール国
代々名の知れた軍事国とされる。ゲームでは文武に優秀な人材を揃えた強国の一つ。
マノア国
守りの弱い国とされる。ゲームでは強い将軍が多く、オルメカ国に次ぐ軍事力を持つ。
ムルク国
頭を使ったうまい戦法を取る国とされる。ゲームでは軍事寄りで中程度の強さ。
レムリア国
近隣国から非常に恐れられ、将軍の質もピカイチとされる。ゲームでは平均的な実力。
ローエル国
革命軍によって新しく作られたばかりの国で、まだ内部統一が完全ではない。ゲームでもかなり弱い。シナリオ2、3での登場。

### 『半熟英雄 ああ 世界よ半熟なれ…!!』に登場
★が付いているキャラは『エッグモンスターHERO』にも登場している。

#### 完熟軍
完熟クイーン★
第1話ボス。バラの花束と共に半熟英雄へ挑戦した。高飛車な性格で、彼女の登場時には照明は明るくさせられる（エンディングのキャスト紹介では照明係に謝りつつお礼を言っていた）。主人公に倒された後は更なる完熟軍の襲来を告げ、最期に主人公のズボンのチャックを閉めるように言って息を引き取る（黒子に退場させられる時には、あまりに突飛な事態にその事を忘れて慌てている）。居城となる「茨の塔」は名前通り茨に覆われており、全ての城を制圧しないと入る事は出来ない。
『エッグモンスターHERO』ではピンクエッグの持ち主。
偽ヒーロー★
第2話ボス。完熟プリンスが作った半熟英雄そっくりなロボット。ただし、大臣曰く「本物よりも精悍な顔つき」。アルマムーン城にて主人公に成りすまして悪戯の限りを尽くした。敗北後は内蔵されていたテープで完熟プリンスのメッセージを伝えた後に自爆した。城はアルマムーン城の偽物で、湖に沈んでいる。
『エッグモンスターHERO』ではよりロボットらしい外見になっており、サイバーエッグで主人公に勝負を挑む。
完熟プリンス★
第3話ボス。自称完熟クイーンのフィアンセで、クイーンの敵を討つために正々堂々と勝負を挑んできた美男子。決戦時にはファンの女の子達を強化手術を施し、配下に従えている。しかし素顔は不細工であり、大魔王の魔力で美形化していただけだった。倒されると素顔を晒し、幻滅したファンにも罵倒されるが主人公に庇われ、大臣が元ファン達を一喝した事で改心し、四季王の存在を伝えて息を引き取る。城は建設中であり、こちらが敵の城を制圧する度に工事が進んでいく（プリンスによると冷暖房完備、オートロック付き、駐車場あり、コンビニ近く、駅から徒歩5分だという）。
彼の強化兵士はHPが一人100と桁違いに高く、切り札と卵なしの真っ向勝負では勝てない。プリンスの卵が万全な状態なら両方揃えても生半可な物では勝つのは難しい。
『エッグモンスターHERO』ではイビルエッグの持ち主。こちらでは気が抜けてしまうと不細工顔になるが、自在に美形顔に戻せる。良くも悪くもクイーンとの関係は深い。
完熟四季王
第4話ボス。完熟大魔王腹心の部下で、春のスプリミリョーネ、夏のサマカンテ、秋のフォーリシア、冬のウイナッツォの4名。このステージからボスは9話以外、将軍ではなくボスモンスターとなる。
第4話では彼らの力により季節限定ランダムイベントが月に関係なく発生する（SFC版のみ）。自分と逆の季節には弱い。半熟レベルがかなり高ければ自軍のエッグモンスターとしても召喚可能。
四季王を全員倒せばクリアだが、最初からボス城が露出しているため、第4話に限りマップ上に存在する通常の城を制圧しなくてもクリア可能。
『ファイナルファンタジーIV』のゴルベーザ四天王と、春夏秋冬の四季の英語名をかけ合わせたパロディ。
春のスプリミリョーネ
由来は「スプリング（春）」と「土のスカルミリョーネ」。お祭り好きな性格で、花見ルックでマイクを手に宴会をしているアンデッドの男性。自称「死の春先案内人」。つくしを爆発させる「つくしんボム」、春風と共に歌って相手をナチュラルハイにする「春の歌」で攻撃する。倒されても最期まで陽気なまま消滅した。
SFC版では戦闘画面のみ「スプリミョーネ」と誤表記されている。
夏のサマカンテ
由来は「サマー（夏）」と「火のルビカンテ」。シュノーケルを装着してサーフィンに興じている筋肉男。ルビカンテ同様「全力でかかってくるがいい!!」と言うが回復はしない。熱気のこもったパンチを繰り出す「ホットな一撃」、失恋の苦い記憶を呼び起こす（相手は問わない）「ひと夏の恋」を繰り出す。倒されると過ぎ去った夏に想いを馳せながら消滅する。
秋のフォーリシア
由来は「フォール（秋）」と「風のバルバリシア」。サーベルに突き刺した焼き芋を持つ、憂鬱な性格の女性。枯れ葉で相手を切り裂く「枯れ葉の舞」、うんざりするような歌を聞かせる「恨みの歌」で攻撃する。倒されると最後まで自分の人生を憂いながら死亡する。
ゲーム内では名乗りの際のみ「フォ〜リシア」と表記されている。
冬のウイナッツォ
由来は「ウィンター（冬）」と「水のカイナッツォ」。カイナッツォとは違い亀男ではなく、鍋物の乗ったこたつと一体化した狼男。攻撃方法は、相手をこたつで眠らせて風邪をひかせる「こたつで眠れ」、汁気たっぷりの熱いはんぺんを口に捻じ込む「熱いおでん」。倒されるとこたつの赤外線ランプが壊れて凍え死ぬ。

完熟大魔王★
第5話ボス。全身を使った「完璧攻撃」やあらゆる災害を呼び寄せる「天変地異」を用いるが、正体はダジャレ好きのただの親父。月一イベントの地震に出てくるオヤジと同一人物。「わしゃタダのオヤジですじゃ」と英雄およびプレイヤーをあざむく。敗北後はアルマムーンの頭脳たる大臣を道連れにしようとしたが、エッグマンの捨て身の攻撃でとどめを刺され、ただの親父に戻って逃げ出した。居城となる「完熟大魔城」は禍々しい山の下に隠されている。
後のシリーズにも受け継がれるギャグ「タコにも！」は元々彼のギャグ。『エッグモンスターHERO』では城に居ついた謎のおじさんとして登場し、ハードボイル島の伝説を伝えている。
完熟戦隊 ハードマン★
第6話ボスであるスーパー戦隊風の五人組。初登場時は普通の将軍や兵士の姿だが、戦闘前に変身する。秘密基地にエッグワールドの国王と王妃を捕らえている。チャチで大味な「ハードバズーカ」、5人の力を集めたボールを放つ「ハードアタック」で攻撃するが威力は低く、強い将軍なら生身でも勝てる。ピンチになると巨大ロボ・ハードロボに搭乗する。厚い友情で結ばれているようだが、それは表向きだけである。ロボが破壊されるとパニックに陥り、指示を求められたレッドが逆ギレするなど全く統率が取れていない実態を晒し、全員ロボと運命を共にした。拠点の「完熟秘密基地」は森の中に隠されており、出現するまでそれらしい姿が一切見えない。
『エッグモンスターHERO』ではプリンスの案でレッドの正体がプリンス、ピンクの正体がクイーン、それ以外のメンバーはロボットで構成されていた。勝利するとパワーエッグを入手できる。若に2度も敗れ、二人の愛の世界に浸っていたが、怒ったカトリイヌに吹っ飛ばされた。
ハードロボ
ハードマンの乗る巨大ロボット。顔に手足が付いただけでその顔もハリボテであり、しかも動力は人力でレッド以外の4人が自転車を漕いで動かしている。レッドはコックピットに座ってただ命令するだけ。巨大な剣で斬り伏せる「完熟剣・卵黄固ゆで斬り」、相手をゆで卵のように輪切りにする「エッグスライサー」（全員が立ち漕ぎ）を放つ。
完熟伯爵 吸卵鬼ランパイア
第7話ボス。ドラキュラ伯爵のようなヴァンパイアを思わせる貴族。だが吸血鬼ではなく吸卵鬼である。たまごをパワーアップさせるクリスタルを捜してエッグワールドのクリスタルレイクに来ていた。使い魔である人魂を元に遣わし、主人公を慄かせる。戦闘時は幾つもの人魂が集まって形を取る。おどろおどろしい戦闘前の姿に反して、戦闘時は角刈りと長い鼻でサングラスを掛けており、更にスケートボードに乗ったコミカルな姿で登場する。相手の喉元を切り裂く「デッドリーネイル」、卵の中身をゾンビに変えてしまう「エキスキッス」で攻撃する。倒されると消滅するような演出を入れておきがら、その後で普通に黒子に引っ込められた。居城である「完熟幽霊城」はその名の通り霊体で、全ての城を制圧すると実体化する。
完熟大将軍 ノブナーガ
第8話ボス。西洋ファンタジー風の世界に純和風で登場した大胆不敵な男。その織田信長のような名前と外見に反して、家来と悪代官じみたやり取りをしたり、戦闘前に桃太郎侍の如き口上を上げるなど、和風要素が綯交ぜになっている。完熟兵器“P”の建造を指揮していた。戦闘時は肌が紫に変色し、下半身が蛇（ナーガ）に変化する。彼との戦闘フィールドは温泉である。攻撃方法は、抜けば魂散る氷の刃「おけはざまぎり」（「オーッケー！はざまぎり」であって「桶狭間斬り」ではない）、長い尻尾で巻き付く「ナーガいもの」。HPは信長の没年と同じ「1582」。倒されると信長同様に敦盛を舞い、高笑いを上げながら黒子に引っ込められた。居城となる「完熟天守閣」は各部位がバラバラになってフィールドに散らばっており、全ての城を制圧すると合体する。また、この第8話の城は日本風の名前で平仮名表記になっており（名前だけで外見は通常通り）、アルマムーン城もこのステージに限って「あるまむーん」と表示される。
完熟兵器“P”
エッグワールドの最果ての地で建造されている完熟軍最終兵器。次回予告ではスーパーロボットのようなシルエットが映し出されるが、実際はエッグワールドにある巨大なプリンの山に顔と胴体が付いたもので、大臣も「なんてバカバカしい」と嘆くほど。あらゆる攻撃を吸収する「プルルンボディ」という装甲を持つため、破壊するには内部に侵入するしかない。ちなみにこの第9話のマップは城が一本道で並んでおり、到達順に城の名前を並べると攻略を急かす文章になっている。
完熟生命体★
第9話ボスで完熟プリンスから久しぶりの将軍系ボス。“P”のパイロットを務めるグレイタイプの宇宙人のような人たち。第10話以降、敵兵は彼らと同じ姿になる。本来は彼等の母星の言語で話しているのだが、プレイヤーへの配慮で日本語に翻訳される。
卵が万全の状態なら最強のエッグモンスター「ハデス」を召喚する。
更に将軍のHPが500、兵士のHPが一人100と桁違いに高く、さらに兵士全生存時のもうこうげきはHPの低いエッグモンスターを一撃で倒してしまうほど攻撃力が高い。ゲーム中、全てのボス将軍の中でも最強の将軍。
敗北後は自爆スイッチと間違えてワイパーのスイッチを押してしまうミスをやらかし、自分達の正体を語ると見せかけて隙を突いて脱出した。後のシリーズに受け継がれる「間違えてワイパーのスイッチを押すギャグ」はこの作品が初。
『エッグモンスターHERO』ではミスティエッグを所持する。若に敗れた後はその強さに恐れ、故郷の星に帰りたがっていた。

完熟大統領
第10話ボス。完熟軍の大統領であり、表向きのボス。ホワイトハウスのような官邸で待ち受け、大袈裟にアメリカンな口調を取って主人公達に和平を申し出る。しかし当然それは嘘であり、受け入れるとパーティーと称して戦いを挑んで来る。戦闘が始まるとアメコミのヒーローのような姿に変身する。正体は完熟生命体同様のグレイタイプ。必殺技は、川なら上流まで吹き飛ぶ「上流拳」（昇竜拳ではない）、ZGRAAAK!の擬音文字が降り注ぐ「ズグラーク」。敗北後は元の姿に戻り、敗北によってエッグママに「不完全」と見做され、命乞いも虚しく処刑された（今までのボスと違って黒子に引っ込められるのではなく本当に消滅した）。官邸は門が閉まっているが、全ての城を制圧すると門が開き、高そうな絨毯までが引かれる。
スマートフォンアプリ版の図鑑ではあまりにも無知でワガママな性格だったため「選挙で大統領に選ばれるはずなど無い」と油断していたら、いつの間にか大統領に選ばれていたことが明らかになった。
完熟の母 エッグママ★
第11話ボスである、完熟軍の真の支配者。その正体は完璧な生命体を生み出すために作られた機械「完熟生命体製造システム」であり、今までの完熟軍の幹部も彼女が生み出したが、敗北した事から全て失敗作と評している。大統領を倒した主人公に「完熟に近付いている」と興味を持ち、宮殿である「オヴァリウム」（ラテン語で「卵巣」の意味）へ招待する。しかしいざ主人公達が訪れると、より完璧な生命体を作る為の実験材料になる事を強要し、断ると本性を現して戦闘モードを起動する。子の誕生を阻む者への「母性本能」からの攻撃と、完熟へ誘う「洗脳」を駆使する。倒された後は全てを明かし、最期の力でボイルドを誕生させたが、そのボイルドに破壊されて完全に機能を停止した。オヴァリウムに入るには各城に隠されたパスワードを集め、意味が通るように正しい順番でセットしなければならない。
その詳細な起源については第四作目で語られた。
クーモン
ボイルドによって生み出された最強のエッグモンスターの一角で、頭部の巨大な口で全てを喰らい尽くすもの。最終決戦の一番手として襲ってくる。攻撃方法は相手のHPを半減させる「調味料」と、相手を捕食する「くうもん！」。「くうもん！」は非召喚時なら全体がダメージを受けるだけだが、エッグモンスターが受けると一撃で倒されてしまう。捕食したエッグモンスターはボイルドの力に変換される。
スーモン
ボイルドによって生み出されたもう一体の最強のエッグモンスター。道化師のような姿で、マントの中のブラックホールで全てを吸い尽くすもの。最終決戦の二番手として襲ってくる。攻撃方法は通常攻撃の「マントを閉じる」と、相手を吸い込む「すうもん！」。「すうもん！」はエッグモンスターが受けるとHP半減の効果だが、非召喚時に受けると将軍、兵士全員が吸い込まれて全滅してしまう。「すうもん！」で減らされたエッグモンスターのHPはボイルドのHPに変換される。
完熟神 ボイルド★
最終話ボスであり、本作のラストボス。エッグママが最後に生み出した生命体。エッグママを自らの手で破壊し完全なる神「完熟神」を自称、「未熟な」全ての命を抹殺しようとする。全ての城を制圧すると、大陸そのものが侵略兵器と化し、最終決戦の地「完熟神殿」が姿を現す。ラスボスであるが、それまでのボスもラスボス然とした登場の仕方が続いたため、主人公達に本当にこれで最後かと疑われているのを気にしており、「あのお方などいない！」と返している。前座のクーモンにエッグモンスター（ボイルド自身に被害が生じる技を持つエッグモンスター・しろまどうし・タマゴキャリー・かどまつ・しんエッグマンは除外）を一定以上の種類を食べられたか否かで形態が「シリアスボイルド」「ハイパーボイルド」のいずれかに変化し、エンディングが変わる(数でないため、同じモンスターを2体以上食べられても1種類とカウントされる)。また、ボイルドのHPも前座のスーモンの「すうもん！」でエッグモンスターのHPが大量に吸われた場合、最低保証値より高い状態で登場する。敗北後はシリアスボイルドの場合は主人公に「たとえ半熟でも最後に勝つのは正義だ」と、ハイパーボイルドの場合は大臣に「出来上がった完熟には可能性が無い」と説き伏せられ、消滅した。
サナギボイルド
完全体への進化の過程である蛹形態。何も行動せず佇むのみで、倒されると内部からシリアスボイルドかハイパーボイルドが出現する。
シリアスボイルド
クーモンに除外対象でないエッグモンスターを捕食された種類が5体以下の場合の形態。人型で頭に翼を持つ「完熟神」の呼び名に相応しい神々しさを放つ姿で、残りHPに応じて攻撃方法を変える。「ダークオーラ」「オーバーボイルド」と言った強力な攻撃の他、こちらのエッグモンスターを変異させる「エクトプラズム」、エッグモンスターを生み出す「マドクリーチャー」と言った風変りな攻撃も行い、更にHP半減の「シルバーオーラ」、倍返しの「メビウスフィルド」、行動不能の「アストラルミスト」、回復の「ヒーリングボイル」と、万遍無い攻撃方法を持つ。
ハイパーボイルド★
クーモンに除外対象でないエッグモンスターを捕食された種類が6体以上の場合の形態。エッグモンスターの部位を無造作に寄せ集めた姿で、食べられたエッグモンスターの技をランダムに使う。その為、わざと弱いエッグモンスターばかりをクーモンに食べさせれば弱体化させる事も可能。

#### 完熟軍以外
あたし
半熟英雄に恋い焦がれ、その才能を認めてくれる唯一の女。太っていて、黒いボディコンを着ている。フィールドマップ上の「あたしの家」にたまごの壊れた将軍を派遣すると、たまごを復活させてくれる（プレゼントと引き換え）。このように、前作のブスと違って主人公に好意的で尽くしてもくれるキャラであるが、ランダムイベント時にはブス同様にプレゼントをゆすることがある（この際は口調がブスに近くなる）。また、稀にお祓いに挑戦しようともするが、逆に半熟値が下がってしまう。ダンジョンや温泉で遭遇する場合もある他、エッグモンスターとしても登場。
スマートフォンアプリ版の図鑑ではゼウスやヴィーナスが彼女の恋が成就するように、裏で色々と取り計らっていた（更にたまごに勝手に忍び込んで召喚される日をじっと待ちわびているため、大臣からはうっとおしく思われている）。
美女
あたしと服装は同じだが美人。かなりの高額プレゼントをゆすってくるが、応じてもなんの見返りもない。最高額を貢いだ場合、耐える辛さを知ることにより半熟値が上がる。あたしが後ろ姿を見せると何故かこの美女のようなスタイルになり、ダンジョンで遭遇した際も最初は美女の姿で現れる。
黒子
「いらなくなったもの」（死亡した人物含む）を引っ込める役。見えてはいるが見えていないと思わなければならない。イベントシーンが舞台演劇調という事で、作中では死亡した事になった人物はこの黒子によって引っ込められる。第8話では負傷したゴニンジャーを手当てしようとしたら何故か黒子が来てしまい、「まだ死んでないんですけど…」と言う台詞を無視して彼を引っ込めてしまった。
完熟プリンスのファン
完熟プリンスに一目惚れしてファンになったギャル達。彼に心酔するあまり、人体改造によって並の将軍では歯が立たない程の戦闘力に強化される。プリンスの素顔を知ると掌を返したように彼を罵倒し、庇った主人公をも罵るが、大臣に「人を見かけでしか判断できないお主らなど完熟軍以下じゃ」と一喝された事で押し黙り、ばつが悪そうに去って行った。
クリス
ランパイアに囚われていた樽職人。たまごが腐りにくい樽（たる）を作ることで有名なので、その樽は通称「クリスたる」と呼ばれている。しかしその名前と「たまごに良い」という噂だけが尾ひれを付けて広まり、「たまごをパワーアップさせるクリスタル」として認知されるようになった。彼を幽閉していたランパイアも最期までその事に気付かなかった。
すぎやまこういち
ゲームの作曲者。登場するとサウンドテストモードに入り、好きなBGMを演奏してくれる。
ただし、SFC版では一周目をクリアするまで一部の曲・ボイス「32番」項目以降の番号が聴けない（クリアデータを上書きしても、曲は引き続き聞ける）が、WSC版以降では最初から全曲・ボイスの番号全「42」項目が聴ける。なお、本作でオリジナルグラフィックが用意されているスタッフはすぎやまだけ（その他のスタッフはエンディングで挨拶するが、将軍などのグラフィックで登場する）。
スマートフォンアプリ版ではファンファーレと共に出るセリフの一言にすぎやま本人のボイスが入るようになっている。

#### ゲスト出演
チョコボ
ファイナルファンタジーシリーズより。幕間に現れることがあるが、ただ舞台上を駆け抜けるだけ。第3作以降はエッグモンスターとしても登場。
ゲラ=ハ
『ロマンシング サ・ガ』より。幕間に現れることがあり、早口言葉を始める。原作では流暢に話すが、他のゲッコ族と同じ訛りで話す。
パロム&ポロム
『ファイナルファンタジーIV』より。幕間にまれに現れることがあり、2人の激励で半熟値が上がる。また、他では手に入らない切り札「グルミー」をくれる。
せんせい
『Sa・Ga2 秘宝伝説』より。幕間にまれに現れることがあり、作品中のある台詞で激励。半熟値が大きく上がる。
Wii/3DS/Wii UのバーチャルコンソールのFC版『半熟英雄』ではエピソード選択時に「索敵モード」をオンにすると、元々のFC版は目玉のおやじらしきキャラクターが飛び跳ねていたのが、せんせいに差し替わっている。

### 『半熟英雄 対 3D』に登場

#### 2次元人
魔王オディオ（ブラックドラゴン）
第1話ボス。先代とイリス姫をめぐって争ったが、破れたために悪魔に魂を売り渡して魔王となり、アルマムーンへ攻め込む。
元ネタは『ライブ・ア・ライブ』最終編のオルステッドだが、中世編のストレイボウや最初の魔王の要素も持つ。
また、主人公専用のおくのて（3作目限定）「ブラックドラゴンの夢」では主人公が見ている夢の中から現れるが、理由などはわかっていない。
先代
主人公の父親で先代のアルマムーン当主。名前は不明。主人公にうり二つ(主人公のシリアス状態と同じ)だが、上記の通りの勇敢かつ聡明な英雄。主人公が生まれてすぐに若くして亡くなった。
『エッグモンスターHERO』で彼の名前が「アルマムーン13世」であることが分かる。ランプキンの初召喚時、およびシリアス時の主人公は控えめに尻を振っている。
ポジションは『ライブ・ア・ライブ』中世編でのオルステッドの要素が強い。
イリス姫
主人公の母親で先代の妃。『ライブ・ア・ライブ』で言えばアリシアのポジションにいる人物であるが、彼らの過去に何があったかはうかがい知れない。主人公を産んですぐに若くして亡くなった。名前の意味は『虹』。
公式イラストの懐妊時は腹越しから息子となる若の腕と脚が出ている。

#### 3D軍
スケルトン男爵（声：IKKAN）
第2話ボス。関節や骨格を自在に操る「キネマティック」という技を使うが、2Dのアルマムーン軍に3Dの関節があるはずなく一切通用しなかった。
ワイヤード伯爵（声：宮田幸季）
第3話ボス。敵の動きを封じる「スパイダーウェブ」の使い手。ワイヤー大陸の支配者で、カトリイネを捕らえていた。関西弁で話す。
ブロックゴーレム（声：IKKAN）
第4話ボス。3つの顔を持つガードロボット。戦闘中は顔が回転し、出た表情で攻撃方法が変わる。
ナマポリタン大使（声：伊藤栄次）
第5話ボス。肩書きこそ大使であるが歴戦の武人である。
ローポリン侯爵（声：佐藤麻子）
第7話ボス。3D軍団の紅一点。フェロモンでアルマムーン軍のセバスチャン以外の男性を骨抜きにした。
バイリンガ将軍（声：日本語は時田貴司、英語はアレクサンダー・オーティー・スミス）
第8話ボス。それぞれ日本語と英語を話す双頭の将軍（ただしそれぞれ関係ないことを言っている）。カトリイヌを捕らえていた。
ハイポリゴ大将軍（声：うえだゆうじ）
第9話ボス。3D軍の表向きのボス。巨大なけん玉のような武器「3Dスターボール」を自在に操る。かつてカトリ王国を滅ぼした。
3D大元帥（声：若本規夫）
第11話ボス。3D軍の真の支配者。普段はホログラフの人型の姿だが戦闘時は獣のような実体を明かす。その正体は2次元人で、正体発覚後は名義が「2D大元帥」に変化する。
彼との戦闘で流れる楽曲「絶望すべき咆哮」の一部に『ファイナルファンタジーVII』の「片翼の天使」の詠唱をパロディにした歌詞がある。

#### 4次元人
四次元皇帝（声：うえだゆうじ）
四次元世界から二次元と三次元の戦いを見ていた、第3作の黒幕。低次元の存在には4つに分裂して見えるため、ゲーム内でも4体同時に出現する。皇帝の場合は喜怒哀楽の4つに分裂しており、1か月以内に4人全てを倒さないと復活する特性を持つ。第4作で本名が「サブロウ」と判明した。
鉄拳大公
第3作においては敵の幹部として登場。『ファイナルファンタジー』に出演していると思い込んでいる設定。たまごのおはらい担当のランプキンを捕えた。
当初はローポリ大陸を治めるローポリン侯爵の配下であったが撃退後、「3D大元帥直属の部下『鉄拳大公マークＩＩ』」として再び現れる。再度勝利すると、このゲームは『ファイナルファンタジー』ではないことを大元帥から伝えられ、愕然としながら倒れる。
四次元世界では「鉄拳大公V3」として三度登場。実は「四次元人」のスパイであり、3度目の謎の声の正体が「四次元皇帝」であることを明かすが「『融合』した力～」の台詞を間違えて「ふごう」と呼んでしまい、知数を隠せない面も見せた。
実在の演者として戦闘前は礼儀正しく、普段の「鉄拳」のセリフとゲームにおける「鉄拳大公」として役を使い分け、文字のフォントが変化するが、基本的に声色は変化していない。
ダスモン&ハクモン
ボイルドの登場しない第3作においてクーモン&スーモンと対をなす四次元怪獣。ダスモンはクーモンの食べたエッグモンスターを尻から出し、ハクモンはスーモンの吸った将軍をマントの中から呼び出す。

#### その他
海老一染之助・海老一染太郎
第3作において、1月の月イチコマンド時のランダムイベントに登場。CGではあるが大神楽を披露してお年玉をくれる。音声の収録時には兄の染太郎は既に死去していたため、染太郎の声のみ既存の音声素材を使用した。
なお、第1作では地震が発生すると、染之助・染太郎兄弟を元ネタにした2人（あくまでパロディで、本人ではない）が登場して知らせていた。
こずえ鈴（現・フリーディア）
画面には出てきていないがナレーションを担当している。
せがれ
エニックスのゲーム『せがれいじり』の主人公。合併記念であちこちに顔を出す。

### 『半熟英雄4 〜7人の半熟英雄〜』に登場

#### 英雄
名前はいずれも曜日に由来する。
「半熟ヒロイン」ルーナエ・ロマンシング
惑星ロマンシングの月の国の王女。所有たまごはピンクエッグ。率いる兵士は特攻。名前は月曜日に由来する。普段は各国の王子からの求婚が絶えないほどの可憐な美少女だが、代々伝わる「ヴェルサイユの仮面」を着用することで男勝りな性格になる。
本来惑星ロマンシングでは男性が王位を継ぎ、王家の子孫に女性しかいない場合は「ヴェルサイユの仮面」を着用し、男として教育を受ける規則となっている。しかし、それを不憫に思った両親により「惑星ロマンシングの月の国の王子」と同時に「ルーナエという女」としての教育も行った。それにより、仮面の有無で性格が変わる様になっている。
「半熱英雄」マルティス・テンマ
惑星リローデドの英雄にして、テンマ博士の息子。所有たまごはパワーエッグ。率いる兵士は騎馬。名前は火曜日に由来する。攫われた母親とユキコという名前の妹を救うため、日夜悪の秘密結社「ジャドー」と戦う熱い男。
登場時はジャドーにパワーエッグを奪われており、扱いはユニットリーダーである以外はたまごや賃金の無い通常将軍である。惑星リローデドの終盤で本物のパワーエッグを入手し（奪われたのは量産品の偽物だった）、パワーエッグのエッグモンスターを召喚することが可能となる。
なお、英雄の中で唯一ストーリー中で敵として戦闘する機会が全く無い。
「半熟女王」メルクリィ
惑星アクエリアスの英雄。所有たまごはミスティエッグ。率いる兵士は防衛。名前は水曜日に由来する。ミスティエッグを使った予言が得意。見た目に似合わず、年寄に近い口調で話す。
「半熟ダーク英雄」ペンプティ
惑星エルムの英雄。所有たまごはイビルエッグ。率いる兵士は防衛。名前は木曜日に由来する。彼は細菌兵器の開発を行っていたが、開発中にバイオハザードを起こして細菌が惑星中に蔓延し全ての人々が魔物と化してしまったため、その贖罪として戦っている。ウイルスによって自身も吸血鬼と化したが、イビルエッグの影響で理性は保てているものの、血は見るのも苦手なため飲めず、栄養失調により顔色が悪い。好物はブラッドオレンジジュース。
「半獣英雄」フライデー
惑星コギトエルゴスムで造られた人工生命体。率いる兵士は騎馬。名前は金曜日に由来する。所有たまごはサイバーエッグ。睡眠学習の途中で目覚めたため言語関係が完全ではなく、毒舌関西弁を話し（その次は京言葉を学習する予定だったらしい）、ハートマン軍曹の台詞を言うことがある。自称IQ1240。
本来惑星コギトエルゴスムは知能に優れた生命体が平和に生活していたが、技術の進歩による肉体の退化で滅んでしまった。残った機械達は限りある命を持つ生命体を求め、辛うじて生き残った有機物の遺伝子を保存し、そこから生まれたのがフライデーである。惑星の生命体が滅んだ後、サイバーエッグを入手し卵の研究を行ったが、惑星コギトエルゴスムの技術力をもってしても解析不可能で、多くのデータを得るために他の惑星に調査用のポッドを送り込んだ（アルマムーンに突如飛来した火の玉の正体はフライデーが送り込んだ調査用ポッドだった）。
エッグモンスターを除けば数少ない喋る2Dキャラ。あまり非科学的なことは信じないが、精霊やウイルスなど理由を知った際は素直に認めている。

#### 本編にて登場
ジャドー
悪の秘密結社「ジャドー」の首領。マルティスの家族をさらい、パワーエッグも奪っていった。
彼の出すエッグモンスターは特殊な力で守られており、マルティスで攻め込んで対峙しなければ全くダメージを与えられない。
終盤、マルティスの母親と妹を殺していることを暴露し、パワーエッグの覚醒を促してしまう。
その正体はマルティスの父親であるテンマ博士本人。マルティスから奪ったパワーエッグは彼自身が作った量産品の偽物で、本物のパワーエッグはマルティスのベルトの中にあった。マルティスの母親と妹の話も、パワーエッグの覚醒を促すためのものだった。
マルティスに敗れた後は正体をバラし、そのまま息絶えた。
四次元女帝（声：野沢雅子）
四次元皇帝の妻。第3作の四次元皇帝と同じく、低次元の存在から高次元を見ると複数体に見える。彼女の場合は春夏秋冬の4つだが、復活能力は持っていない。「オーフォーフォーフォー」と笑う。
「半熟兵士」地球の仲間
地球に住む人間の兵士の一人。外見は地球の特攻タイプ兵士。その名前はゲーム開始時に設定したプレイヤーの名前となり、実質プレイヤーの分身として扱われる。大統領が放った核ミサイルを止めるため投降して仲間になり、半熟軍に様々な情報を伝えるほか、最終ステージからは出撃も可能（能力が高い上にすっぴんエッグを持つほか、専用の勝ちセリフもある）。英雄に分類されるためエッグマンマフラーなどの英雄専用切り札も装備できるが、扱いはカトリ姉妹同様の賃金無し通常将軍であり、ユニットのリーダーにはなれない。
なお、趣味はゲーム開始時に設定した好きな異性の名前となる。
地球連邦大統領
太陽系第三惑星、すなわち地球の支配者。突然現れた半熟英雄達をエイリアンと見なし、兵を差し向けてくる。EM:TYPE-0が破壊された後は核ミサイルを発射する。その後、通信が繋がったまま不用意な発言をしたことで失脚した模様。
EM：TYPE-0
エッグママのプロトタイプ。プロトタイプとはいえ、その戦闘能力と母性は本物のエッグママにも引けを取らない。エッグママ同様カバー内には虹色の卵があるが、孵化はしない。
メルクリィの予言によると「自ら望んで生まれた存在ではない」とのこと。
核ミサイル
大統領が英雄達に放った核弾頭を搭載したミサイルで、第4作のラスボス。ブチギレ状態になる、もしくはカトリ・デ・オマールと接触すると爆発し、強制的にゲームオーバーとなる。
なお、フライデーの発言から宇宙でも使用が躊躇われる、もしくは禁止されている代物である模様。
ウエマツノブオ（植松伸夫）
作曲者。愛犬を連れて登場。父親が学校の先生をしていたらしい。月イチイベントで登場するとサウンドテストモードに入り、好きなBGMを演奏してくれる。将軍としては「ウエマッチーノ」の名前で登場。
ささきいさお
この作品の主題歌を担当する歌手。エンディングにて実写で登場している。その後のラストシーンでも声のみで登場し、カトリイネと会話をしている。
ヴァン、パイ、ヤー
魔物化ウイルスでコウモリの姿になってしまった子供達3人、もとい3匹。ペンプティが引き取って育てていた。真実を知った後は監視も兼ねて英雄達に付いてくるが、普段はイベントのみの登場で、戦闘にはペンプティ専用のおくのて「しもべ」で他のコウモリと共に加わる。

#### ダンジョンの住民
ダンジョン学者
ダンジョン内でたびたび出くわす白衣の科学者。よく敵と勘違いされる。研究のために切り札「ボムナゲール」を欲しており、それと引き替えにカギをくれる。
少女
ダンジョン学者の娘。開発室の案内役としても登場。
ダン・ジョーンズ
ダンジョン内で現れる謎の老人。プレイヤーにダンジョンの操作方法や仕掛けについて教えてくれる。
教祖
一筆書きでしか進めないダンジョンを作っている新興宗教の教祖。「～ぞ、と。」と『ファイナルファンタジーVII』に登場した「レノ」の話し方が特徴。
鉄拳
今回はダンジョン内でギャグを披露していたり、「超機動電磁鉄拳」という名前で闘技場のボスとして登場する（ただし大抵の攻撃はダメージが少なく、最終的に自滅するため、実質ただのイベント戦）。あるダンジョンでは彼のギャグを利用しないと進めない箇所もある。
ホームレス
切り札を集めていて、独自のレートで交換に応じる。本人曰く、これでも気楽にやっているとのこと。

## 切り札
主に戦闘で使用し、特別な効果を発揮するアイテム。卵を使いたくない、あるいは使えない場合の代用品でもある。第3作までは戦闘で使うものばかりだったが、第4作では戦闘以外で使う切り札や、装備しただけで効果を発揮する切り札も登場した。さらに、第4作ではイベントに必要な切り札もある。敵が切り札を使ってくることはない。第4作では役に立たない切り札も、多くはホームレスとの交換により有用な切り札に換えられる。ただし、ホームレスは独自のレートを持っていて、それに応じた切り札しかくれない。役に立たない切り札を強力な切り札と交換してくれる場合もあれば、逆にこちらが所持している強力な切り札を、役に立たない切り札と交換しようとする場合もある。
第2作では切り札ごとにレベルが設定されており、出撃時に所持している切り札のレベルの合計が一定以上になると、卵を持っている敵将軍は戦闘開始直後に卵を使用する。切り札のレベルは隠しパラメータであり、ゲーム上では表示されていない。
以下、主な切り札を紹介する。( ) 内の数字は登場作品。
アロー (1)
矢で攻撃する。
イッテツーン (2, 4)
星一徹のように、ちゃぶ台返しで攻撃。敵の卵を高い確率で破壊する（特に第4作では100%、いずれもボスには無効）。WSC版第2作のみ名称が「チャブダイン」となっている。
ウズラム (4)
ウズラのように小さくなる。ダンジョンでは小さくならないと通れない扉がある。それ以外では意味がないが、戦闘で使うと多少敵をアキレさせる効果がある。
エッグマンはちまき、エッグマンマフラー (4)
装備系切り札。英雄専用。持っていると全ての能力が上がる。
エッグマン人形 (4)
装備系切り札。卵の無い将軍専用。持っていると全ての能力が大きく上がる。
エッチな本、スケベな本、ピンクな本、サイコーな本 (4)
装備系切り札。持っていると「精神」が上がる。
エンジェリン (2-4)
第3作までは、使うと卵の使用回数が全快（第2作では通常では回復できない残り5回まで回復）。ただし壊れた卵は直せない。
第4作では、卵にあるエグモンのHPを全快させ、壊れた卵も直せる。
おにやんま (4)
装備系切り札。持っていると「精神」が1だけ上がる。
オロオロンC、アリナゲンS、ユンゲルV (4)
装備系切り札。持っているとスタミナの消費量が少し抑えられる。
ガチンコのリング (4)
装備系切り札。装備していると受けるダメージも与えるダメージも半減する。
カトリイヌチョコ (4)
カトリイヌが主人公にくれる義理チョコ。欲しがるとくれず、あえて拒否するような態度をとると入手できる。市販品で自分のために買った残りということだが、使うと将軍・兵士のHPが全快し、その戦闘で戦死した兵士・壊れた卵も全て復活する。
カトリイネチョコ (4)
カトリイネが主人公のために作ったチョコ。切り札として登場するのは第4作のみ。捨てようとしても、「それを すてるなんてとんでもない！」とメッセージが出て捨てられない。とてつもなく不味く、使うと自分にダメージになるだけだが、イベントや特定のボス戦には役立つ。カトリイネ本人が食べてもダメージを受ける。
カルゲンジー (2)
光GENJIのように、ローラースケートで突進する。WSC版のみ名称が「ローラーアタック」。
かわグツ、うんどうグツ、あかいクツ、シンデレラのクツ (4)
装備系切り札。持っていると「素早さ」が上がる。
キノコ、ハートのかけら、いのちのきのね、せかいじゅ (4)
装備系切り札。持っていると「MAXHP」が上がる。
キャトルミュー (2-4)
火星人襲来イベントで入手。火星人に将軍を拉致させてしまう（即死扱い）。ただしエグモンやボスには無効（第2作のみダメージと石化効果でしばらく動きを止めることは可能）。第3作のみ、失敗することがある。
キリフダニナール (4)
使った将軍が切り札に転生。持っていると、切り札になった将軍の能力値の分だけ能力が上がる。これを使用した将軍は二度と登場しない。
クースカン (2-4)
オナラで敵将軍のHPを半減。第2作では敵兵士のHPも半減。第3作では敵だけでなく自分のHPも半減。エグモンやボスモンスターに対しては普通の攻撃だが、第2作では臭さに目を回すことがある。
グルミー (2)
着ぐるみを着て攻撃。敵の卵を非常に高い確率で破壊する（ボスには無効）。威力も高いが、入手方法は月1イベントでパロム&ポロムが現れるのを待つしかない。
源氏のこてセット、源氏のかぶとセット、源氏のよろいセット (4)
装備系切り札。持っていると兵士の打たれ強さが少しだけ上がり、。将軍は変わらない。
ゴキプリン (4)
ゴキブリ型のプリンか、プリン味のゴキブリかわからない代物（ゲーム内の説明ではゴキブリ型のプリンらしい）。効果はカトリイネチョコと全く同じで、捨てられず使っても自分にダメージになる。
ころぼぐんだん (2)
コロボックルの集団に攻撃させる。威力はほとんど無いが、敵の卵をかなり高い確率で破壊する（ボスには無効）。WSC版のみ名称が「ミニマムぐんだん」。
サングラス、タイコ、にんにく、フラグ (4)
装備系切り札。持っていると「闇属性への耐性が100上がります」「あのイベント(?)のフラグが立ちます」など意味深な説明文が表示されるがただのハッタリなので、何の効果もない。
シュプレボイス (2)
大声で「戦争反対」のシュプレヒコールを挙げる。敵将軍が退却（即死扱い）して勝ったことになるが、エグモン・ボスには無効。
じんけいグー (3-4)
使用すると陣形をグンググーンに変更する。『4』では装備系切り札で、持っている間だけその陣形になる。
じんけいチョ (3-4)
使用すると陣形をチョッキーンに変更する。『4』では装備系切り札で、持っている間だけその陣形になる。
じんけいパパ (3-4)
使用すると陣形をパパラパーンに変更する。『4』では装備系切り札で、持っている間だけその陣形になる。
スタミナ茶づけ (4)
装備系切り札。持っていると「スタミナ」が上がる。
スラッガー (1)
敵を真っ二つにする、第1作最強の切り札。
つけヒゲ (4)
装備系切り札。バカ三種の神器の一つ。戦闘開始時のタコメーターの初期位置がややアキレ側から始まる。同じ効果のある「ノリまゆげ」「ハナメガネ」と三種を揃えると効果倍増。
ツボ、イイツボ、ワライのツボ(4)
装備系切り札。持っているとエグモンへの「こうげき」と「とつげき」でタコメーターの上昇を抑えられる。
鉄のナイフ、鉄の剣、鉄アレイ (4)
装備系切り札。持っていると「攻撃」が上がる。
デッドガン (1-4)
将軍が人間大砲となり、敵に発射する自爆攻撃。将軍は必ず死亡し、敵がボス以外の将軍であれば道連れにできる。エグモン、ボスに対してはダメージを与える作品と、犬死にになる作品がある。
なっとう、くさや、ドリアン (4)
装備系切り札。持っているとエグモンから受けるダメージを少しだけ減らせる。
ネガエリン (1)
敵兵を寝返らせ、同士討ちさせる。
バグストーム (2)
バグで画面が乱れたような感じになる。敵味方のHPを半減させる。
ハリケーン (2-4)
竜巻を起こして攻撃する。将軍に使うと少量のダメージと共に陣形を乱す効果がある。4作目では使用回数により「台風（1＝）」
バルムンク (2-4)
巨大な剣を生成し斬りつける。第2作ではあらゆるエグモンを一撃で倒す。第3作以降では、誰に対しても大ダメージを与える。
ピッカリン (3-4)
雷で攻撃。将軍に対しては、通常兵士が先にダメージを受けるが、この切り札は将軍を直接攻撃する。
ファイヤーボイス (2, 4)
叫びの塊を相手にぶつけて攻撃。2では相手の兵士のみをHPに関係なく全滅させるが、『4』では通常ダメージ。
ファバード (1-4)
「科学忍法・火の鳥」のように、炎をまとって敵に大ダメージを与える。作品によっては、自分もダメージを受ける。WSC版及びスマートフォンアプリ版第2作のみ発動時のセリフが差し替わっている。
ブラッキー (2-4)
敵を黒猫が横切り、不運にも敵の頭上に巨大な分銅が落下して来てダメージを受ける。
フリニゲル (1)
振り逃げの振りをして敵を油断させ、その背後を襲う攻撃。
フリノテキ (1)
敵の振りをして、油断したところを攻撃。
ブレイコウ (2-4)
裸になる。第2作ではエグモン、ボスが恥ずかしがって動けなくなることがある。第4作では敵を大きくアキレさせることができる。
ボムナゲール (4)
爆弾で攻撃。通常戦闘では一定時間、スタミナ消費で爆弾を投げ続ける。ダンジョンではこれで破壊しないと通れない爆弾が描かれた壁がある。
メルクリィチョコ (4)
装備系切り札。メルクリィが主人公にくれるチョコ。持っていると「精神」が少し上がる。この「チョコ」はチョコレートのことではなく、お酒を飲む御猪口（おちょこ）のことである。
ヤーヤーヤー (4)
第1作の「アロー」と同じだが、通常戦闘では一定時間、スタミナ消費で矢攻撃ができるように変わった。
ランス (1)
ランス (槍)で攻撃する。
リューキーシ (1-4)
『ファイナルファンタジー』の竜騎士のように大きくジャンプして斬りかかり、敵にダメージを与える。
ルーナエチョコ (4)
装備系切り札。ルーナエが主人公にくれるチョコ。食べることはできず、持っていると「攻撃」が少し上がる。

## 主題歌

### 第3作
オープニングテーマ 「戦え!半熟英雄」
作詞 - 時田貴司 / 作曲・編曲 - 植松伸夫 / サウンドプログラミング・編曲 - 岡宮道生 / 歌 - ささきいさお / コーラス - 音羽ゆりかご会 / 声 - 笹木綾子
挿入歌　「黄身なしでは…」
作詞 - 時田貴司 / 作曲・編曲 - 植松伸夫 / サウンドプログラミング・編曲 - 岡宮道生 / 歌 - ささきいさお / コーラス - 浜野和子
エンディングテーマ 「半熟音頭」
作詞 - 時田貴司 / 作曲・編曲 - 植松伸夫 / サウンドプログラミング・編曲 - 岡宮道生 / 歌 - 半熟オール☆スターズ

### 第4作
オープニングテーマ 「もっと戦え!半熟英雄」
作詞 - 時田貴司 / 作曲・編曲 - 植松伸夫 / サウンドプログラミング・編曲 - 岡宮道生 / 歌 - ささきいさお / コーラス - 半熟少年合唱団 / 声 - 笹木綾子、豊口めぐみ
エンディングテーマ 「半熟6×9(=54)」
作詞 - 時田貴司 / 作曲・編曲 - 植松伸夫 / サウンドプログラミング・編曲 - 福井健一郎 / 歌 - ささきいさお / コーラス - 笹木綾子、豊口めぐみ

## エピソード
第2作およびそのリメイク版ではすぎやまこういちがゲーム音楽を手がけ、それ以外の作品はファイナルファンタジーシリーズの音楽を手がけた植松伸夫が主として担当している。また、第4作では伊藤賢治らもゲスト参加している。
第2作の音楽が植松ではなくすぎやまである理由は、すぎやまが第1作の大ファンであり、第2作の企画発案の段階から積極的に関わっていたためと言われている。第2作はすぎやまなくしてはありえず、現在の半熟英雄シリーズもありえなかったとされる。第3作以降の連打リングシステムでスタミナ消費のオートモードが選択できるのは、「あの連打ね、僕にはキツいんでオート入れてくれるかな」というすぎやまの要求に従ったものである。
シナリオ間には度々架空のCMが流れるが、『3D』『4』では実在する企業のCM（例:文明堂等）が採用されており、ゲーム中で本当に流れる事があるほか、ゲームクリアをすると嘘の次回作予告まで登場する。ただし、一部の嘘予告のネタに近い作品が実際にリリースされている（例:エッグモンスターHERO・半熟英雄モバイル）。
第3作から勝利曲がFFシリーズの勝利曲をコミカルにしたような曲が複数あるが、あくまでも曲調がパロディになっている程度である。
『ファイナルファンタジーV』の召喚アイテム「魔法のランプ」は本シリーズのエッグモンスター召喚をパロディにしたものであり、使う毎に召喚できる召喚獣のランクが下がっていくのも同じである。また、FFシリーズ唯一導入された半熟英雄ネタであり、エッグマンの召喚条件でもある。

## 漫画
いずれも第2作『半熟英雄 ああ、世界よ半熟なれ…!!』をコミカライズしたものになっている。
てんとう虫コロコロコミックス 半熟英雄 全1巻
著者：おちよしひこ
作者はゲームの雰囲気を重視したと語る。そのために設定などが多少変更されている。内容は完熟大魔王まで。
半熟英雄 4コマまんが王国
著者：佐々木亮、中村里美 他
エッグモンスターHERO
著者：板垣雅也
別冊コロコロコミック2005年4月号掲載の読みきり漫画。外伝『エッグモンスターHERO』のコミカライズ版で、作者によるアレンジが大分加えられている。
半熟英雄
著者：沖野真歩
2017年6月18日から2018年2月11日までスクウェア・エニックスのアプリ「マンガUP!」にて連載。てんとう虫コロコロコミックス版と同じく内容は完熟大魔王までだが、時田貴司が監修を務めている他、作者による将軍キャラのアレンジが加えられている。
- 沖野真歩 『半熟英雄』 スクウェア・エニックス 〈ガンガンコミックスUP!〉 全2巻
  1. 2017年10月21日発売 ISBN 978-4-75-755504-4
  2. 2018年3月22日発売 ISBN 978-4-75-755664-5